# Lima
|  | Per a altres significats, vegeu «Lima (desambiguació)». |

Lima és la capital i la ciutat més gran del Perú, el centre cultural, industrial i financer del país. Està localitzada a la vall del Riu Rímac prop de la costa de l'oceà Pacífic. El centre històric de Lima es troba inscrit a la llista del Patrimoni de la Humanitat de la UNESCO des del 1988, ampliat el 1991. Està situada a la costa central del país, a la vora de l'oceà Pacífic, conformant una extensa i populosa àrea urbana coneguda com a Lima Metropolitana, flanquejada pel desert costaner i estesa sobre les valls dels rius Chillón, Rímac i Lurín. Segons el cens peruà de l'any 2007, Lima comptava amb més de 7,6 milions d'habitants. D'acord amb estimacions de l'Institut Nacional d'Estadística i Informàtica del Perú la població de Lima fins al 30 de juny de 2014 seria de més de 8,7 milions d'habitants, mentre que la seva àrea metropolitana comptaria amb més de 9,7 milions d'habitants, el 30% de la població peruana, xifres que la converteixen en la ciutat més poblada del país.
El 18 de gener de 1535, es va efectuar la fundació espanyola amb el nom de la Ciutat dels Reis a la regió agrícola coneguda pels indígenes com Limaq, nom que va adquirir amb el temps. Va ser la capital del Virregnat del Perú i la més gran i important ciutat d'Amèrica del Sud durant el règim espanyol. Després de la Independència va passar a ser la capital de la República.
En l'actualitat se la considera com el centre polític, cultural, financer i comercial del país. A nivell internacional, la ciutat ocupa el cinquè lloc dins de les ciutats més poblades d'Amèrica Llatina i és una de les trenta aglomeracions urbanes més poblades del món. Per la seva importància geoestratègica, ha estat definida com una ciutat global de «classe beta».
Jurisdiccionalment, la metròpoli s'estén majoritàriament dins de la província de Lima i en una porció menor, cap a l'oest, dins de la província constitucional del Callao, on es troben el port marítim i l'Aeroport Internacional Jorge Chávez. Ambdues províncies compten amb autonomia regional des de l'any 2002.

## Toponímia
L'actual vall del riu Rímac rebia el nom de Rimaq (pronunciat [ˈli.maq] segons la pronunciació del lambdacisme del quetxua de la costa i com [ˈɾi.dt.q] en les variants de la serra) com a referència a la construcció que avui dia es coneix com a huaca de Santa Ana («guaca dels indis de Lima que es deien ychmas, era una pedra rodona». Com en altres topònims, l'oclusiva final va acabar per eliminar-se en passar a l'idioma espanyol, preferint-se amb el temps la grafia Lima després de coexistir en documents amb les formes Lima i Lyma.
En l'origen d'aquest topònim, com va succeir amb molts altres en el Nou Món, és molt probable que els espanyols acceptessin amb facilitat el que ja empraven les comunitats aborígens, mutant-lo per un altre de sonoritat molt similar extret de la geografia ibèrica. En aquest cas van poder aplicar el del riu Limia, transfronterer entre Portugal i Espanya, el nom del qual en portuguès és riu Lima.
En ser fundada la capital de la colònia el 18 de gener, se li va donar el nom de Ciutat dels Reis per la proximitat de la data amb el 6 de gener, dia dels Reis Mags i tal vegada també com a homenatge als Reis d'Espanya: Joana I i Carles I. No obstant això, sempre es va mantenir el nom toponímic de la regió, que a poc a poc va anar consolidant-se sobre el nom fundacional, motiu pel qual el nou centre poblat va acabar per conèixer-se com la ciutat de Lima. El nom del riu, en canvi, va veure alterada la seva grafia segons els usos del Tercer Concili Limenc influenciat per hàbits de pronunciació aimara, igual que va ocórrer amb molts altres topònims d'origen quetxua.

## Símbols
Bandera

Bandera de Lima

Històricament, se la coneix com a «Estendard de la Ciutat dels Reis del Perú». Està formada per un llenç de seda color gualda i al centre es troba l'escut d'armes de la ciutat brodat.
Escut
L'escut d'armes de Lima va ser atorgat per la Corona Espanyola el 7 de desembre de 1537 mitjançant Reial Cèdula signada a Valladolid per l'Emperador Carles V i la seva mare la Reina Joana I de Castella, dotant a la ciutat d'ostentar l'escut. Està format per un camp principal atzur, amb tres corones d'or de reis posades en triangle i damunt d'elles un estel d'or que toca amb les seves puntes les tres corones, i per orla unes lletres d'or que diuen: Hoc signum vere regum est (Aquest és el veritable signe dels reis). Exterior a l'escut se situen les inicials I i K (Ioana i Karolus), que són els noms de la reina Joana I i el seu fill Carles I. Sobre les lletres se situa un estel i abraçant-les dues àguiles afrontades de sabre coronades, que subjecten l'escut.
Himne
L'himne de Lima va ser escoltat per primera vegada el 18 de gener de 2008, en una sessió solemne que va comptar amb la presència del llavors President del Perú Alan García, l'alcalde de la ciutat Luis Castañeda Lossio i diverses autoritats. Els encarregats de la creació de l'himne van ser els regidors Luis Enrique Tord (autor de la lletra), Euding Maeshiro (compositor de la melodia) i el productor musical Ricardo Núñez (arranjador).

## Història
Va ser fundada pel conquistador espanyol Francisco Pizarro el 18 de gener, 1535 amb el nom de "Ciutat dels Reis", però el nom original, Lima, de la paraula aymara limaq, "flor groga" va sobreviure. Durant més de tres segles Lima va ser la ciutat més important i la metròpoli més gran de Sud-amèrica. Lima concentra el 75% de l'activitat industrial del Perú.
Avui, l'àrea metropolitana de Lima de la ciutat té més de 7.605.742 habitants i cobreix la regió metropolitana del port del Callao, fent-la una de les més grans d'Amèrica. En dècades recents, Lima ha crescut ràpidament amb un desenvolupament irregular. Per la seva situació geogràfica, a Lima, com a altres ciutats llatinoamericanes localitzades en valls prop de grans muntanyes, la contaminació ambiental s'ha elevat a nivells preocupants, degut, sobretot al fet que al Perú encara es fa servir la gasolina amb plom.

### Època prehispànica

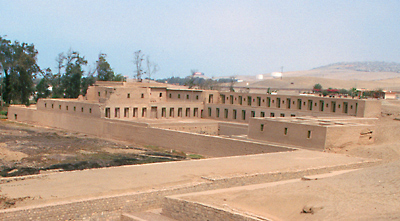
Pachacámac va ser un important centre religiós per algunes cultures preincaiques abans de l'arribada dels conqueridors espanyols.

Encara que la història de la ciutat de Lima es va iniciar amb la seva fundació espanyola el 1535, el territori conformat per les valls dels rius Rímac, Chillón i Lurín estava ocupat per assentaments preinques, els quals estaven agrupats sota el senyoriu d'Ichma. La cultura Maranga i la cultura Lima van ser les que es van establir i van forjar una identitat en aquests territoris. Durant aquestes èpoques es van construir els santuaris de Lati (actual Puruchuco) i Pachacámac (el principal santuari de peregrinació durant l'època dels inques).
Aquestes cultures van ser conquerides per l'imperi Wari durant l'apogeu de la seva expansió imperial. És durant aquesta època que es va construir el centre cerimonial de Cajamarquilla. Davant la declinació de la importància Wari, les cultures locals van tornar a adquirir autonomia, destacant la cultura Chancay. Posteriorment, en el segle xv, aquests territoris van ser incorporats a l'Imperi Inca. D'aquesta època podem trobar gran varietat de huacas al llarg de tota la ciutat, algunes de les quals es troben en recerca.
Les més importants o conegudes són les de Huallamarca, Pucllana i Mateo Salado, totes situades enmig de districtes de Lima amb un creixement urbà molt alt, per la qual cosa es troben envoltades d'edificis empresarials i residencials; tanmateix, això no obstaculitza el seu perfecte estat de conservació. Als afores de la ciutat es troben les ruïnes de Pachacámac, un important centre religiós construït per la cultura Lima fa 3000 anys i que va ser utilitzat fins i tot fins a l'època en què van arribar els conqueridors espanyols.

### Època virregnal

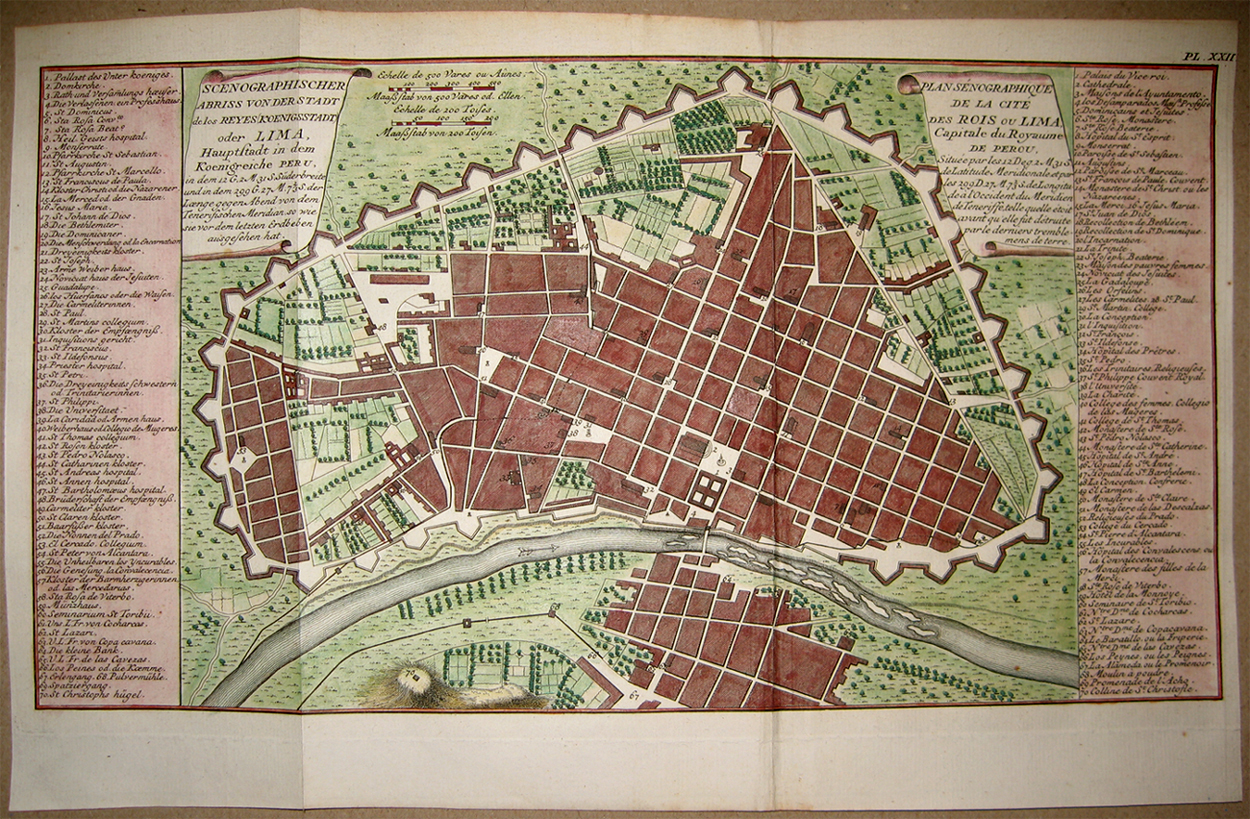
Plànol de Lima incloent les muralles construïdes entre 1684 i 1687 pel Virrei del Perú Melchor de Navarra i Rocafull.

El 1532 els espanyols i els seus aliats indígenes (de les ètnies sotmeses pels inques) sota el comandament de Francisco Pizarro van prendre presoner a Atahualpa a la ciutat de Cajamarca. Encara que es va pagar un rescat, va ser condemnat a mort per raons polítiques i estratègiques. Després d'algunes batalles, els espanyols van conquerir el seu imperi. La corona espanyola va nomenar a Francisco Pizarro governador de les terres que havia conquerit. Pizarro va decidir fundar la capital a la vall del riu Rímac, després de l'intent fallit de constituir-la en Jauja.
Va considerar que Lima estava estratègicament situada, propera a una costa favorable per a la construcció d'un port però prudencialment allunyada del mateix com per prevenir atacs de pirates i potències estrangeres, sobre terres fèrtils i amb un convenient clima fresc. Així, el 18 de gener de 1535 es va fundar Lima amb el nom de Ciutat dels Reis, denominada d'aquesta forma en honor de l'epifania, sobre territoris que havien estat del curaca Taulichusco. L'explicació d'aquest nom es deu al fet que «per les mateixes dates de gener estaven els espanyols buscant el lloc per a la fundació de l'emplaçament de la nova ciutat, […] no lluny del santuari de Pachacámac, a prop del riu Rímac.
Amb tot, igual que havia succeït amb la regió, al principi anomenada Nova Castella i després Perú, la Ciutat dels Reis va perdre aviat el seu nom en favor de Lima». Pizarro, amb la col·laboració de Nicolás de Ribera, Diego de Agüero i Francisco Quintero van traçar personalment la Plaça d'Armes i la resta de la quadrícula de la ciutat, construint el Palau Virreinal (avui dia transformat en el Palau del Govern del Perú, que d'aquí conserva el nom tradicional de Casa de Pizarro) i la Catedral, la primera pedra de la qual va posar Pizarro amb les seves pròpies mans. L'agost de 1536, la florent ciutat va ser assetjada per les tropes de Manco Capac II, però els espanyols i els seus aliats indígenes van aconseguir derrotar-les. En els següents anys Lima va guanyar prestigi en ser designada capital del Virregnat del Perú i seu d'una Reial Audiència el 1543.
Durant el següent segle, va prosperar com el centre d'una extensa xarxa comercial que integrava al virregnat amb Amèrica, Europa i Àsia oriental. Però la ciutat no va estar lliure de perills; violents terratrèmols van destruir gran part d'ella entre 1586 i 1687, el que va a suscitar un gran desplegament d'activitat constructiva. És llavors que apareixen aqüeductes, tallamars i murs de contenció davant la crescuda dels rius, s'acaba el pont sobre el riu Rímac, es construeix la Catedral (acabada el 1622) i es construeixen nombrosos hospitals, convents i monestirs. Llavors podem veure que la ciutat s'articula entorn dels seus barris. Una altra amenaça va ser la presència de pirates i corsaris a l'oceà Pacífic, la qual cosa va motivar la construcció de les muralles de Lima entre els anys 1684 i 1687.

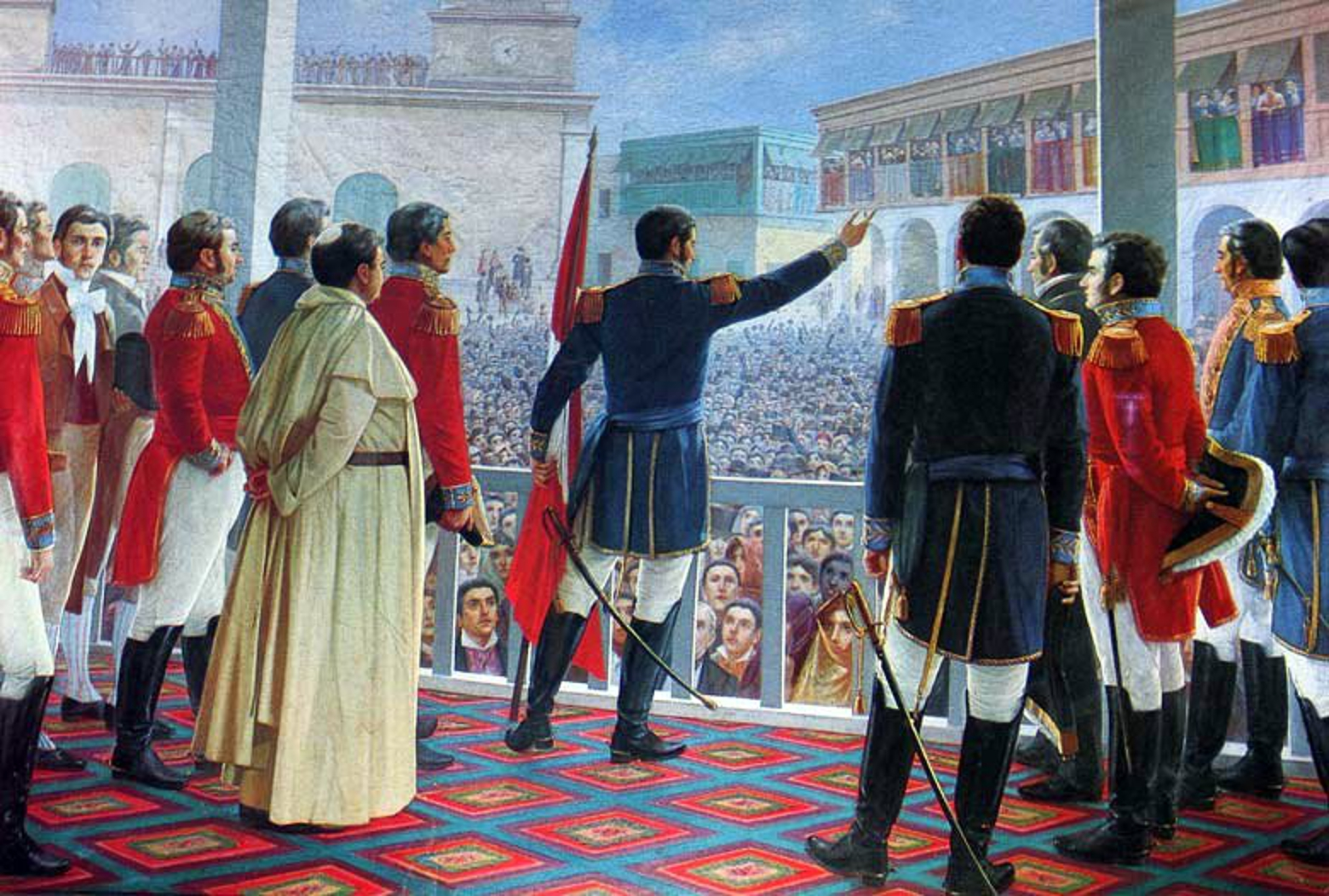
José de San Martín durant la Declaració d'Independència del Perú a Lima el 28 de juliol de 1821.

El terratrèmol de 1687 va marcar un punt d'inflexió en la història de Lima, ja que va coincidir amb una recessió en el comerç per la competència econòmica amb altres ciutats com Buenos Aires. Amb la creació del Virregnat de Nova Granada el 1717 es van organitzar novament les demarcacions polítiques, i Lima no va perdre sinó uns territoris que en realitat gaudien ja de la seva autonomia. El 1746 un fort terratrèmol va danyar severament a la ciutat i va destruir el Callao, obligant a un esforç de reconstrucció massiu pel virrei José Antonio Manso de Velasco.
En la segona meitat del segle xviii, les idees de la il·lustració sobre la salut pública i el control social van influir en el desenvolupament de la ciutat. Durant aquest període, la capital peruana va resultar afectada per les reformes borbòniques, ja que va perdre el seu monopoli sobre el comerç exterior i el seu control sobre la important regió minera de l'Alt Perú. Aquest debilitament econòmic va portar a l'elit de la ciutat a dependre dels càrrecs atorgats pel govern virreinal i l'Església, la qual cosa va contribuir a mantenir-los més vinculats a la Corona que a la causa de la independència.
El major impacte polític-econòmic que va viure la ciutat per aquell temps es va produir amb la creació del Virregnat del Riu de la Plata el 1776, que va canviar el rumb i les orientacions que imposava el nou tràfic mercantil. Una expedició combinada d'independentistes argentins i xilens dirigits pel general José de San Martín va desembarcar al sud de Lima el 1820, però no van atacar la ciutat. Enfrontat a un bloqueig naval i a l'acció de les guerrilles en terra ferma, el virrei José de la Serna es va veure forçat a evacuar la ciutat al juliol de 1821 per salvar a l'exèrcit reialista. Tement un aixecament popular i mancant de mitjans per imposar l'ordre, el Consell de la Ciutat va convidar a San Martín a entrar a la ciutat, signant una Declaració d'Independència a la seva sol·licitud. No obstant això, la guerra no havia acabat i en els següents dos anys la ciutat va canviar de mans moltes vegades, sofrint abusos de tots dos bàndols.

### Època republicana

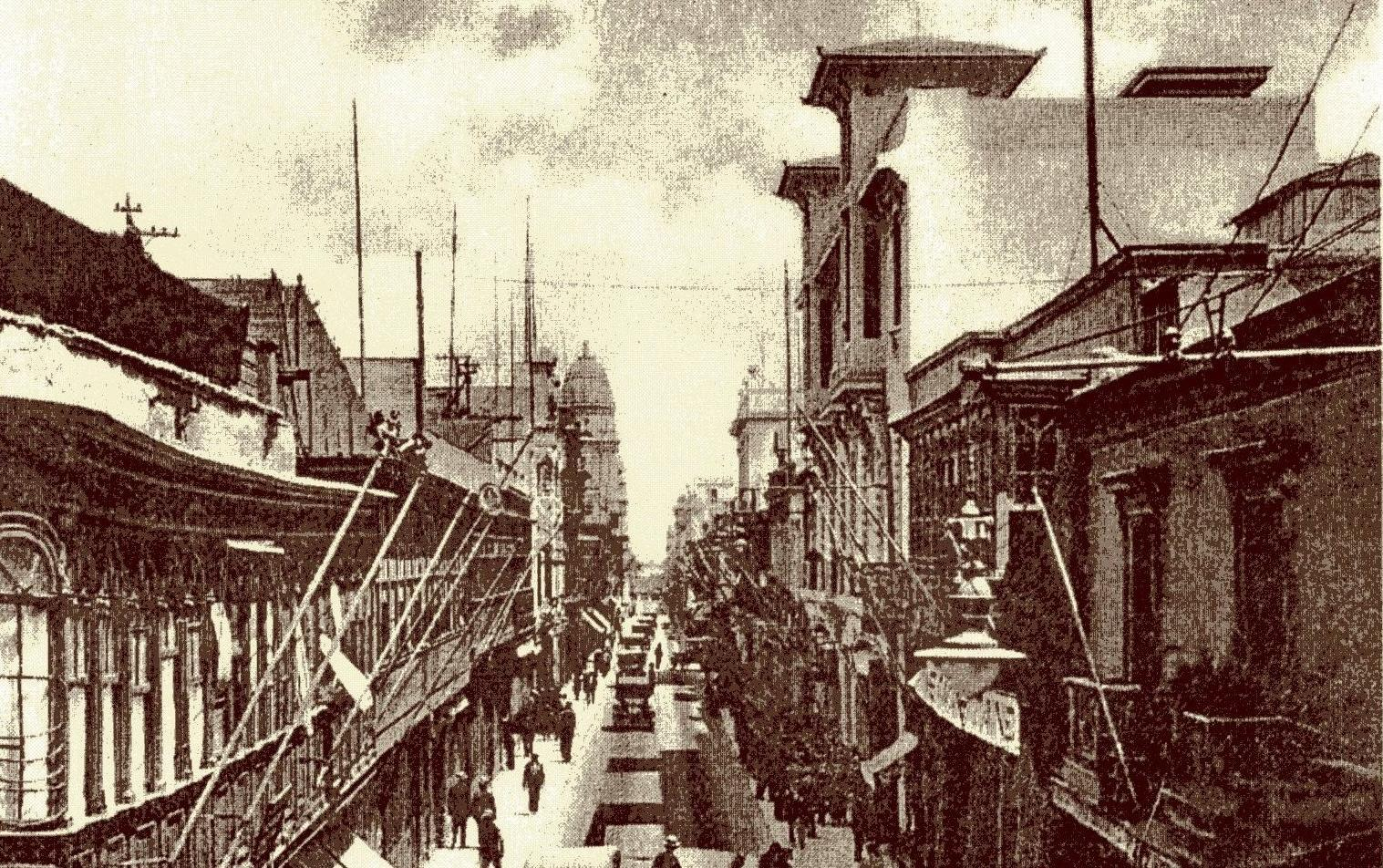
El Jirón de la Unión va ser la via més important de Lima durant la primera meitat del.

Proclamada la independència del Perú el 1821 pel general José de San Martín, Lima es va convertir en la capital de la flamant República del Perú. Així, va ser la seu del govern del libertador i seu també del primer Congrés Constituent que va tenir el país. Els primers anys de la història republicana peruana es van caracteritzar pel constant enfrontament entre cabdills militars, que tenien com a objectiu governar el país i per a això intentaven prendre la seu del govern.
Així, Lima va sofrir diversos setges i enfrontaments armats als seus carrers. Des del punt de vista urbanístic, el constant creixement que va experimentar la ciutat va donar lloc a un fenomen de modernització. El 1862 es va donar inici al procés de canvi en la nomenclatura urbana de la ciutat i el 1868, per disposició del president José Balta y Montero, es va disposar la demolició de les muralles que la circumdaven, donant pas a les primeres grans avingudes.

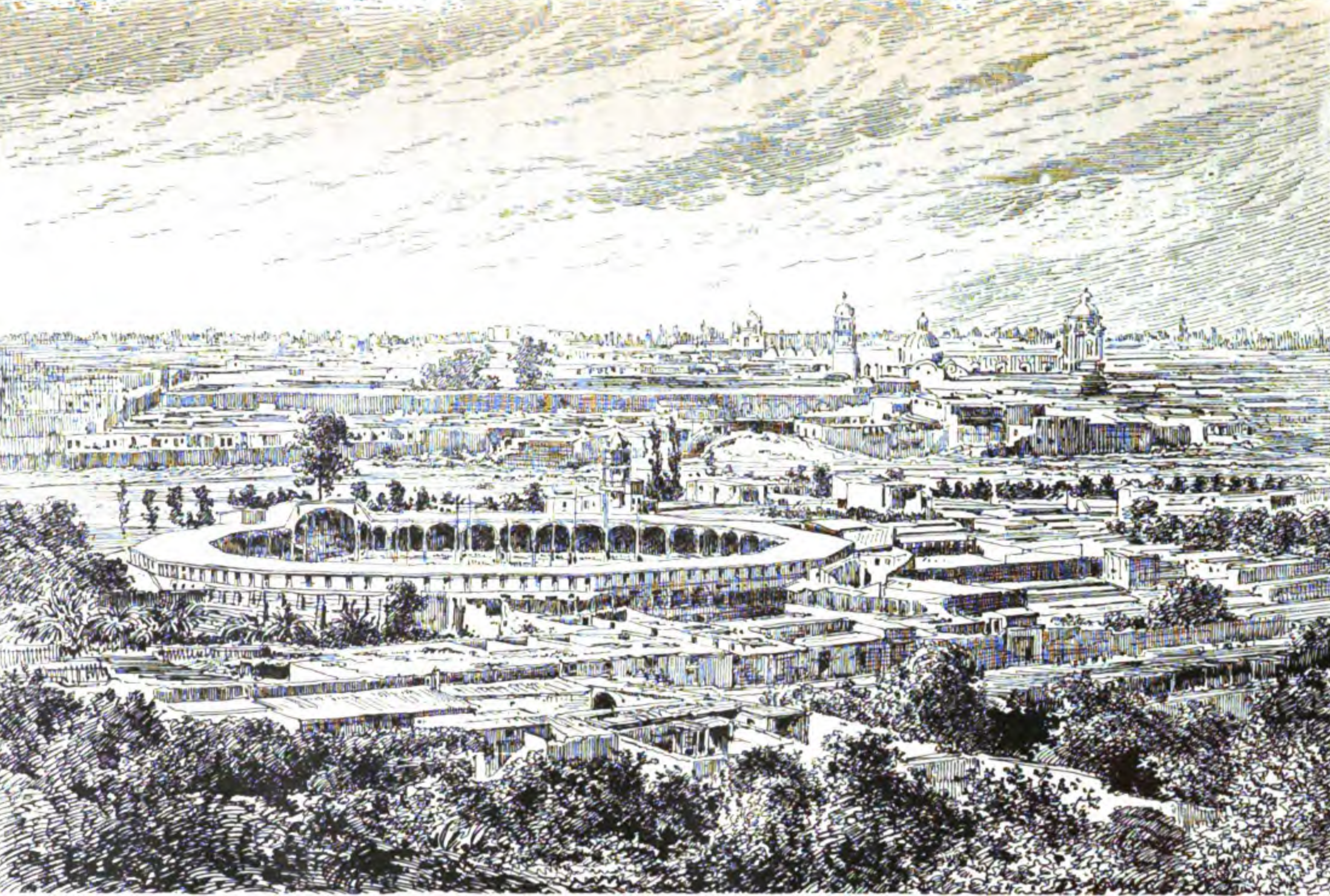
Vista de Lima cap al 1878.

Per causa de la Guerra del Pacífic, entre 1881 i 1883 Lima va ser ocupada per forces xilenes; després de la retirada de l'Exèrcit de Xile, es va iniciar un procés de reconstrucció, que es va veure limitat a causa dels enfrontaments entre Andrés Avelino Cáceres i Nicolás de Piérola. En els últims anys del segle xix, amb Piérola assumint el poder i l'inici del que es va denominar la República Aristocràtica, va començar la seva veritable i intensa reconstrucció que va durar fins a les remodelacions que Augusto Leguía va realitzar com a preparació pel centenari de la independència del Perú el 1921. A principis del segle xx es va iniciar la construcció d'avingudes que servissin com una matriu per al desenvolupament de la ciutat. Es van crear les avingudes Passeig de la República, Avinguda Leguía (avui Avinguda Arequipa), Avinguda Brasil i la paisatgística Avinguda Salaverry que es dirigien cap al sud i les avingudes Veneçuela i Colonial cap a l'oest unint-se amb el port del Callao.

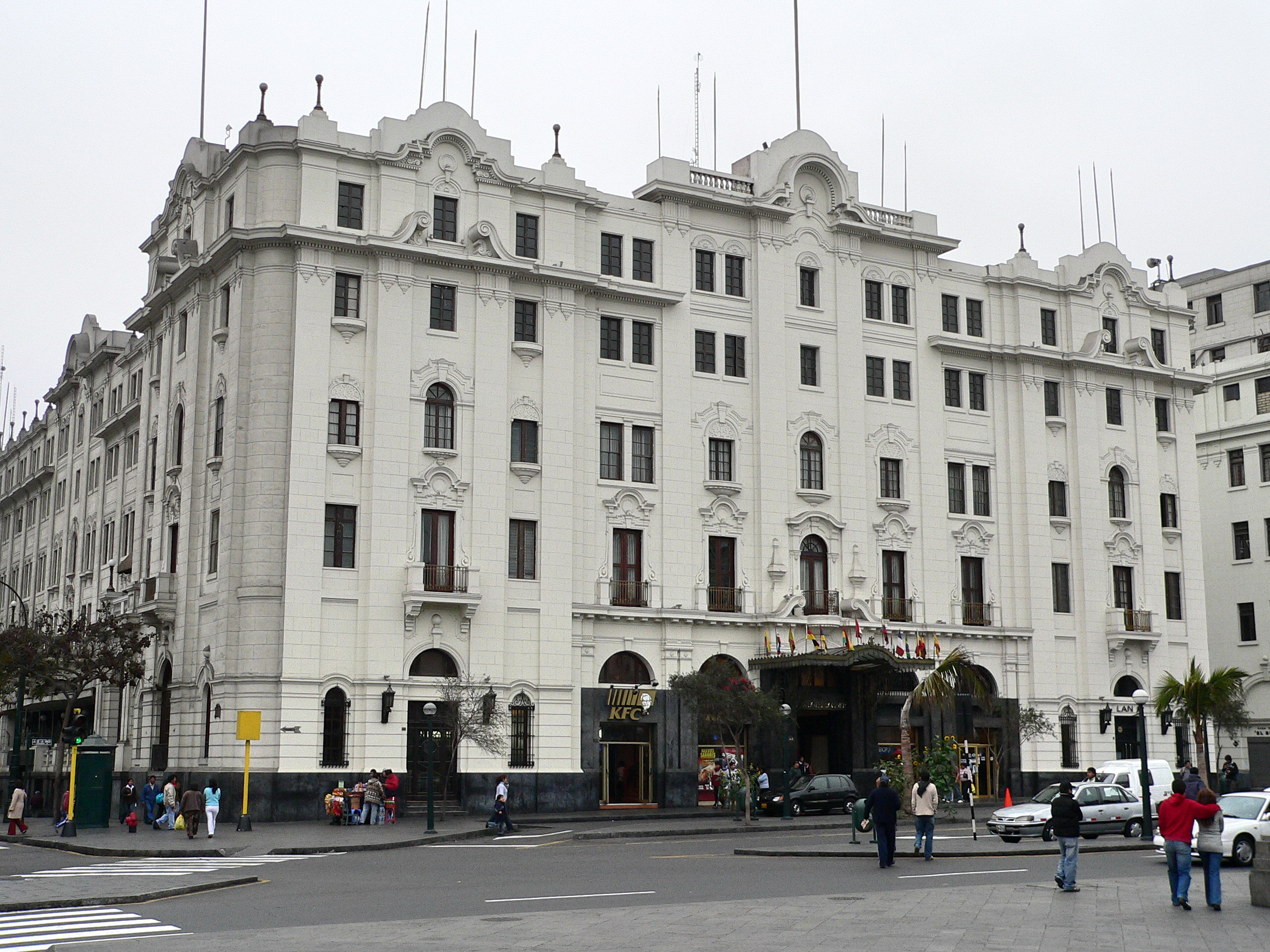
El Gran Hotel Bolívar va ser part d'un procés de renovació urbana durant la primera meitat del.

En els anys 1930 es van iniciar les grans construccions amb la remodelació del Palau del Govern i la Casa Municipal. Aquestes construccions van tenir el seu punt màxim en els anys 1950, durant el govern de Manuel A. Odría, quan es van construir els grans edificis del Ministeri d'Economia i del Ministeri d'Educació (Edifici Alzamora Valdez, actual seu de la Cort Superior de Justícia de Lima), del Ministeri de Salut, del Ministeri de Treball i dels Hospitals del Segur Obrer i de l'Empleat així com l'Estadi Nacional i diverses grans unitats habitacionals.
També en aquests anys es va donar inici a un fenomen que va canviar la configuració de la ciutat, el qual va ser la massiva immigració de pobladors de l'interior del país produint el creixement exponencial de la població de la capital i la consegüent expansió urbana. Les noves poblacions van anar assentant-se en terrenys propers al centre els quals s'utilitzaven com a zona agrícola. Es van anar poblant els actuals districtes de Lince, La Victòria cap al sud; Breña i Pueblo Libre cap a l'oest; El Agustino, Ligue i San Juan de Lurigancho cap a l'est i San Martín de Porras i Comes al nord.
Com a punt emblemàtic d'aquesta expansió, el 1973 es va crear la comunitat autogestionada de Villa el Salvador (actual districte de Villa El Salvador) situada a 30 km al sud del centre de la ciutat i actualment integrada a l'àrea metropolitana. En els anys 1980 la violència terrorista va sumar al desordenat creixement de la ciutat l'augment de pobladors que arribaven com a desplaçats interns. El centre històric de la ciutat va sofrir un creixent deteriorament i moltes zones de la ciutat van mancar constantment dels serveis bàsics.

## Geografia

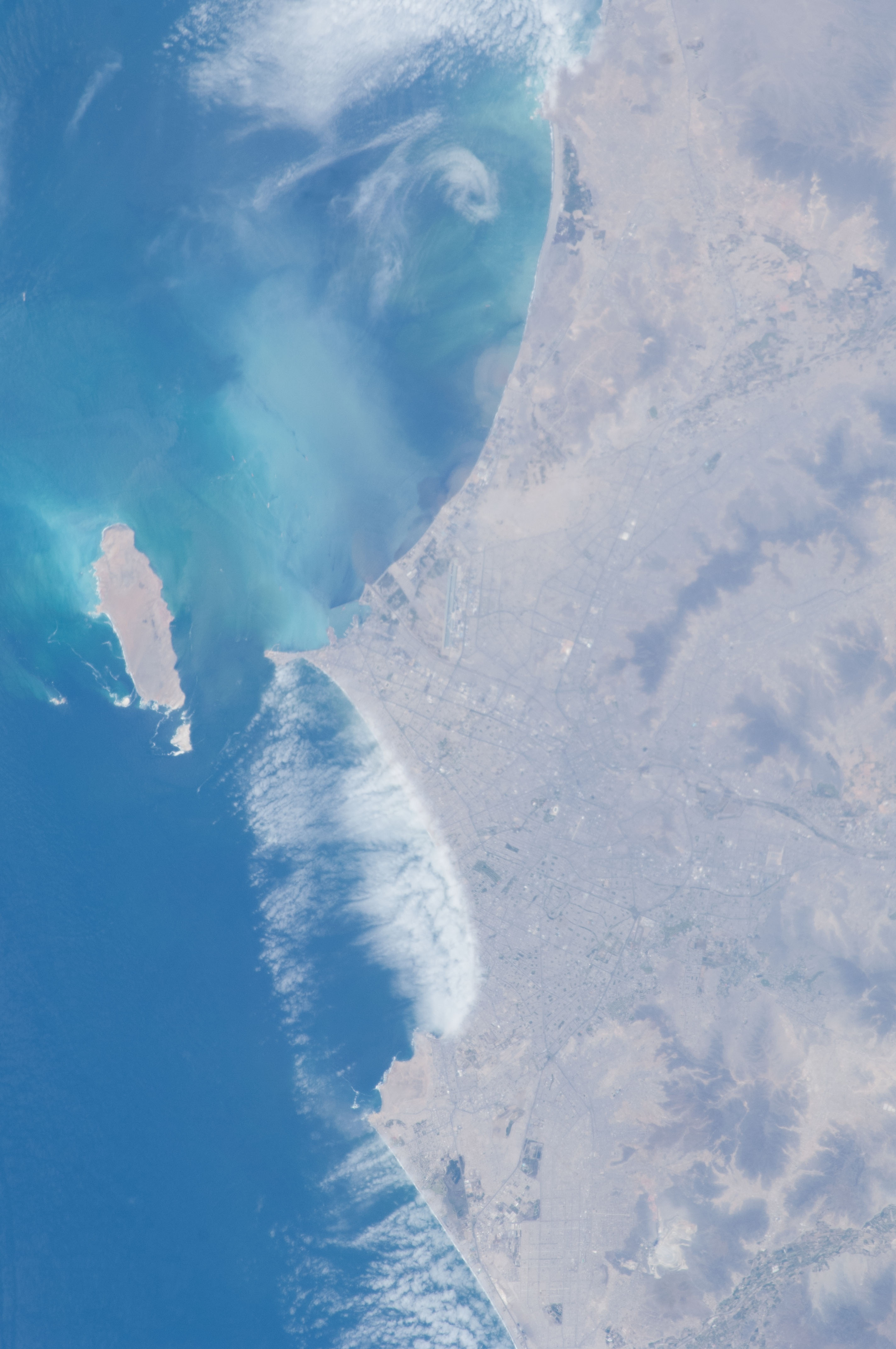
Imatge de satelit de Lima Metropolitana

Lima es troba en el desert costaner del Perú, en la faldilla del vessant occidental dels camins centrals del Perú. Encara que va ser inicialment fundada sobre la vall del riu Rímac, avui s'estén sobre extenses zones desèrtiques i fins i tot sobre altres valls. Mentre que la plaça d'armes se situa a una altitud de 161 msnm, el districte de Lurigancho-Chosica arriba als 950 msnm.
Voreja el litoral des del km 50 de la Panamericana Nord, a l'altura del districte d'Ancón en el límit amb la província de Huaral, fins al districte de Pucusana a l'altura del km 70 de la Panamericana Sud, en el límit de la província de Cañete. El que fa una extensió de poc més de 130 km de costa i platja. Cap a l'est s'estén fins a aproximadament el km 50 de la carretera Central en el districte de Lurigancho-Chosica, límit amb la província de Huarochirí.

### Clima

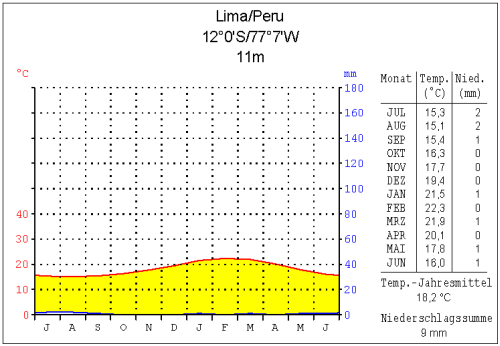
Quadre climàtic de Lima

El clima de la ciutat resulta especialment particular donada la seva situació. Combina una absència gairebé total de precipitacions, amb un altíssim nivell d'humitat atmosfèrica i persistent cobertura nuvolosa. Així, sorprèn per les seves estranyes característiques malgrat estar situada en una zona tropical a 12 graus latitud sud i gairebé al nivell del mar. La costa central peruana mostra una sèrie de microclimes atípics a causa de la influent i freda corrent de Humboldt que es deriva de l'Antàrtida, la proximitat de la serralada i la seva ubicació geogràfica, donant-li a Lima un clima subtropical, fresc, desèrtic i humit alhora.
Es pot dir que té un clima tebi sense excessiva calor tropical ni freds extrems que requereixin tenir calefacció a casa, a excepció de molt pocs hiverns. La temperatura mitjana anual és de 18,5 a 19 °C, amb un màxim estival anual d'uns 29 °C. Els estius, de desembre a abril, tenen temperatures que oscil·len entre els 29 a 30 °C durant el dia i 21 a 22 °C durant les nits. Solament quan ocorre el fenomen d'El Niño, la temperatura de l'estació de l'estiu pot superar els 31 °C. Els hiverns van de juny a mitjan setembre, amb temperatures que oscil·len entre els 19 i 12 °C, sent 8,8 °C la temperatura més baixa comprovada històricament. Els mesos de primavera i tardor (setembre, octubre i maig) tenen temperatures temperades que oscil·len entre els 23 i 17 °C.
D'altra banda, la humitat relativa és summament alta (fins al 100%), produint boirina persistent de juny a desembre fins a l'entrada de l'estiu quan els núvols són menors. És assolellat, humit i calent en els estius (desembre-abril), nuvolós i temperat en els hiverns (juny a setembre). La pluja és gairebé nul·la. La mitjana anual és de 7 mm reportat a l'Aeroport Internacional Jorge Chávez, sent la menor quantitat d'una àrea metropolitana del món. Una pluja a Lima pot ser vista com un fenomen estrany per la major part de la població.

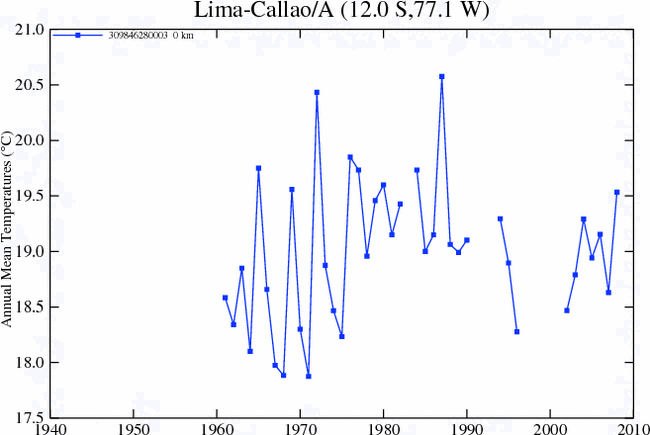
Termometria diària mitjana de l'aire en casella, 1960-2009. NASA

Només molt poques vegades ha plogut intensament a la ciutat. El fenomen de la pluja es dona especialment en els districtes propers als turons com La Molina i Lurigancho-Chosica. Una de les pluges més fortes que va haver-hi a la ciutat en l'última dècada, va ser suportada pels districtes de la Molina, San Juan de Miraflores, Villa María del Triunfo, Villa el Salvador i Cieneguilla el 6 d'abril de 2001. Aquella nit, es va produir una forta pluja amb trons i llampecs, la qual va sorprendre als habitants. Va ser produïda pel despreniment d'una cèl·lula convectiva que va recórrer des de la serra fins a ingressar a la costa. L'última pluja amb trons es va produir el 7 de març de 2009 a La Molina i Ligue Vitarte, producte de l'arribada de núvols des de la serra.
Quan plou molt fort a Lima normalment hi ha problemes, perquè la ciutat no està preparada per a la pluja. En els turons es produeixen corriments de terra o allaus. Quan una allau seca es reactiva amb la pluja aquesta genera grans danys. El 2002 va haver-hi allaus a la zona de Huaycán i Santa María de Huachipa. També al llarg dels anys s'han produït algunes allaus a Lurigancho-Chosica i Chaclacayo. L'últim fenomen anòmal a Lima de consideració va succeir el gener de 2011, a causa de l'arribada de núvols des de la serra fins a la costa, la qual cosa va produir intenses pluges en diversos districtes de la capital. Lima té només 1.284 hores de sol a l'any, 28,6 hores al juliol i 179,1 hores al gener, valors excepcionalment baixos per a la latitud. De gener a abril predominen els cels clars; al maig, i d'octubre a desembre, els cels es mantenen parcialment ennuvolats; de juny a setembre els cels es mantenen tenebrosos, coberts gairebé permanentment. La combinació de fenòmens climàtics es presenten així:
El corrent fred de Humboldt, que recorre la costa, refreda sensiblement la temperatura de l'aigua. Aquesta és molt més freda que el que correspondria a la latitud tropical en la qual se situa la ciutat. Així, les condicions de fred a nivell del mar amb una atmosfera superior més calenta per l'acció solar, genera una inversió tèrmica que impedeix el fenomen de convecció, pel qual l'aire més càlid i menys dens ascendeix. Això, unit a la serralada andina circumdant, fa que es presenti una gairebé permanent capa d'espessa nuvolositat extremadament baixa (a menys de 500 m del sòl), que impedeix el pas de la radiació solar directa. Al seu torn, el bloqueig per una capa d'aire calent superior evita la formació de núvols de típus cumulonimbe, el que explica l'absència de precipitacions. Aquesta és la raó de la paradoxa de tenir un clima extremadament nuvolós i humit i, no obstant això, desèrtic. Les escasses precipitacions (menys de 8 mm anual) conegudes com a garúa (plugim) són producte de la condensació de la nuvolositat baixa que forma el sistema.

### Relleu
Quant a la morfologia, el departament de Lima està format per dues regions diferents, la costa i l'serra. A la zona costanera predominen les pampes desèrtiques, emmarcades per pujols, en molts casos interrompudes per oasis formats per rius que porten aigua tot l'any. Són les valls costaneres, on estan assentades ciutats i prospera una agricultura. Els accidents més importants són els pujols aïllats o formant sistemes, les falles seques, terrasses fluvials i marines, i relleus ondulats, així com els penya-segats litorals. La regió de la serra està formada per la Serralada Occidental dels Andes, amb altures que arriben fins a més de 6.000 msnm.

### Hidrografia

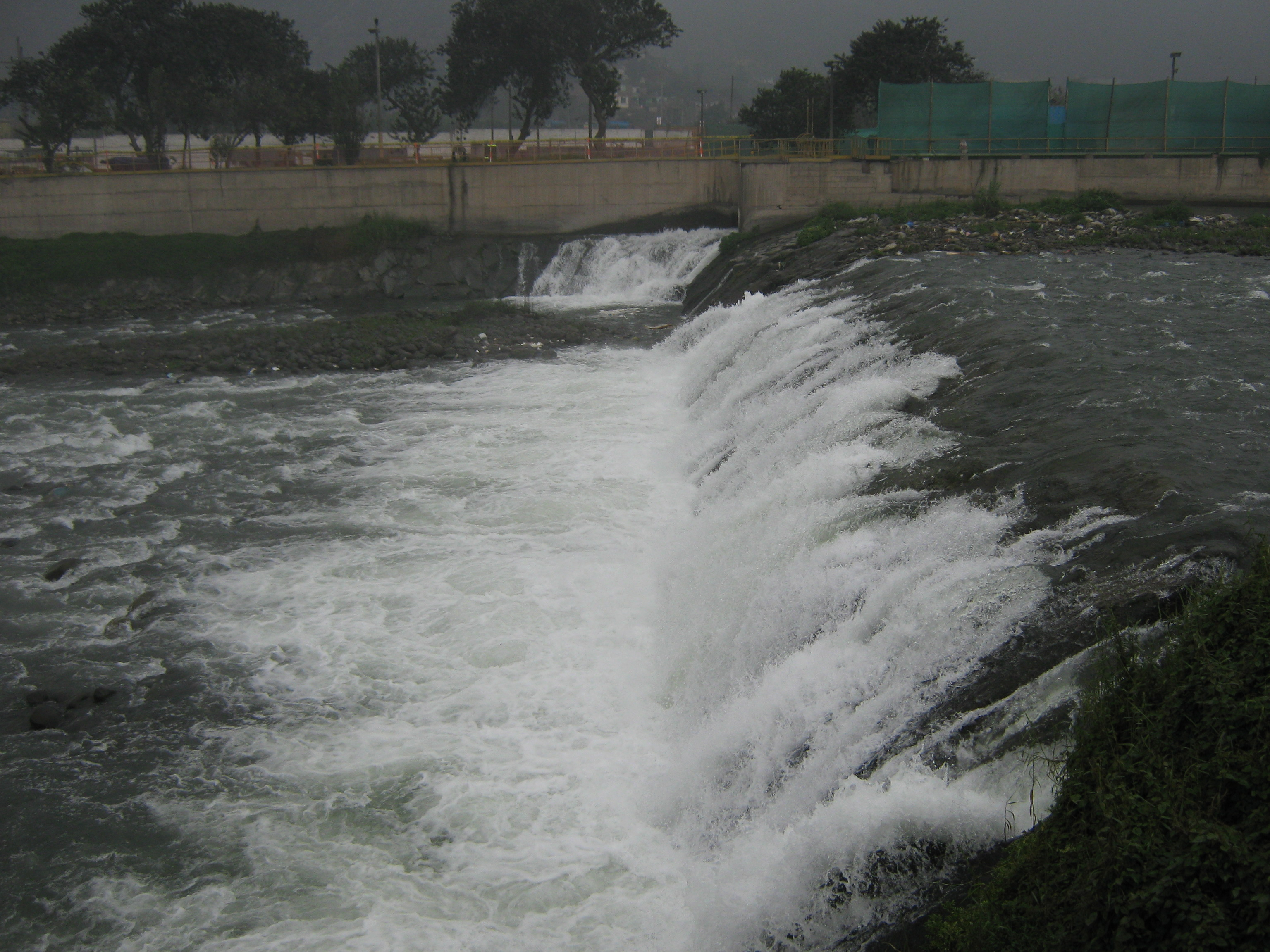
El riu Rímac vist des del Zoològic de Huachipa

Pel seu proveïment d'aigua la població de Lima depèn de tres rius -el Rímac, el Virolado i el Lurín- Igual que la majoria de rius peruans neixen a les altes muntanyes de la serralada dels Andes i desemboquen a l'oceà Pacífic. Són curts, de curs escarpat i règim estacional. El riu Rímac inicia el seu recorregut en el vessant occidental de la serralada dels Andes a una altitud d'aproximadament 5.508 m en el nevat Paca, recorre les províncies de Lima i Huarochirí, ambdues situades al departament de Lima.
A l'altura de la ciutat de Lima, el riu és travessat per diversos ponts, sent el més representatiu d'ells el Pont de Pedra construït pel virrei Juan de Mendoza Luna el 1610. A la seva conca es troba la planta de tractament d'aigua "La Atarjea" (manejada per l'empresa estatal Sedapal), a més de les centrals hidroelèctriques de Huampaní, Matucana, Huinco, Barbablanca i Moyopampa.
El riu Virolado és la segona font més important d'aigua per a Lima. Es forma en el vessant occidental de la serralada La Vídua. La seva conca cobreix una superfície de 2.444 km². La seva vall és fèrtil, com s'evidencia per la presència de diversos assentaments humans des d'èpoques prehispàniques fins a l'actualitat. Va ser aquí on es va formar la cultura Colli. A més a la vall formada per aquest riu es va establir la cultura Chivateros.
El riu Lurín s'origina a les glaceres i llacunes dels Andes occidentals. La seva conca cobreix una àrea de 1.670 km² i s'estén des de la vora del litoral fins a la zona dels nevats Otoshmicumán i Chanape a la província de Huarochirí. És conegut com el riu Chalilla fins a la seva confluència amb el rierol Taquía a partir d'on rep el seu nom comú. Els seus principals afluents són el Taquía, Llacomayqui, Tinajas, Numincancha i Canchahuara en el seu marge esquerre i el Chamacna en el dret.

## Ecologia

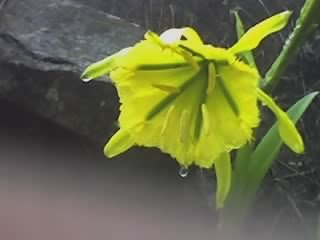
Amancay, flor típica dels turons de Lima

La flora de la capital està formada per una gran varietat d'herbes, plantes, arbusts i arbres que creixen als turons i a les muntanyes. L'amancay és la flor típica de la ciutat, és endèmica dels turons costaners del Perú i només apareix durant l'estació freda i ennuvolada. Altres espècies que formen part de la flora de Lima són la begonia, l'ortiga, el ficus, la ponciana, l'orella d'elefant, l'olivera i el gerani. Quant a la fauna, a la ciutat es pot trobar més de cent espècies diferents d'aus. Les més comunes són el colom domèstic o colom de Castella, el cuculí, les caderneres i els pardals,
La ciutat de Lima compta amb dues àrees naturals protegides pel Servei Nacional d'Àrees Naturals Protegides per l'Estat, el refugi de vida silvestre Pantans de Villa i la zona reservada Turons d'Ancón. Els Pantans de Villa estan situats en el districte de Santiago, són uns aiguamolls naturals que permeten la implantació i el trànsit d'aus migratòries i residents. Els turons d'Ancón estan localitzats en el districte d'Ancón. Comprenen una extensió de 10.962,14 hectàrees, va ser nomenada zona reservada, ja que en el lloc s'han trobat una gran varietat de flora no vista en altres zones.

## Govern

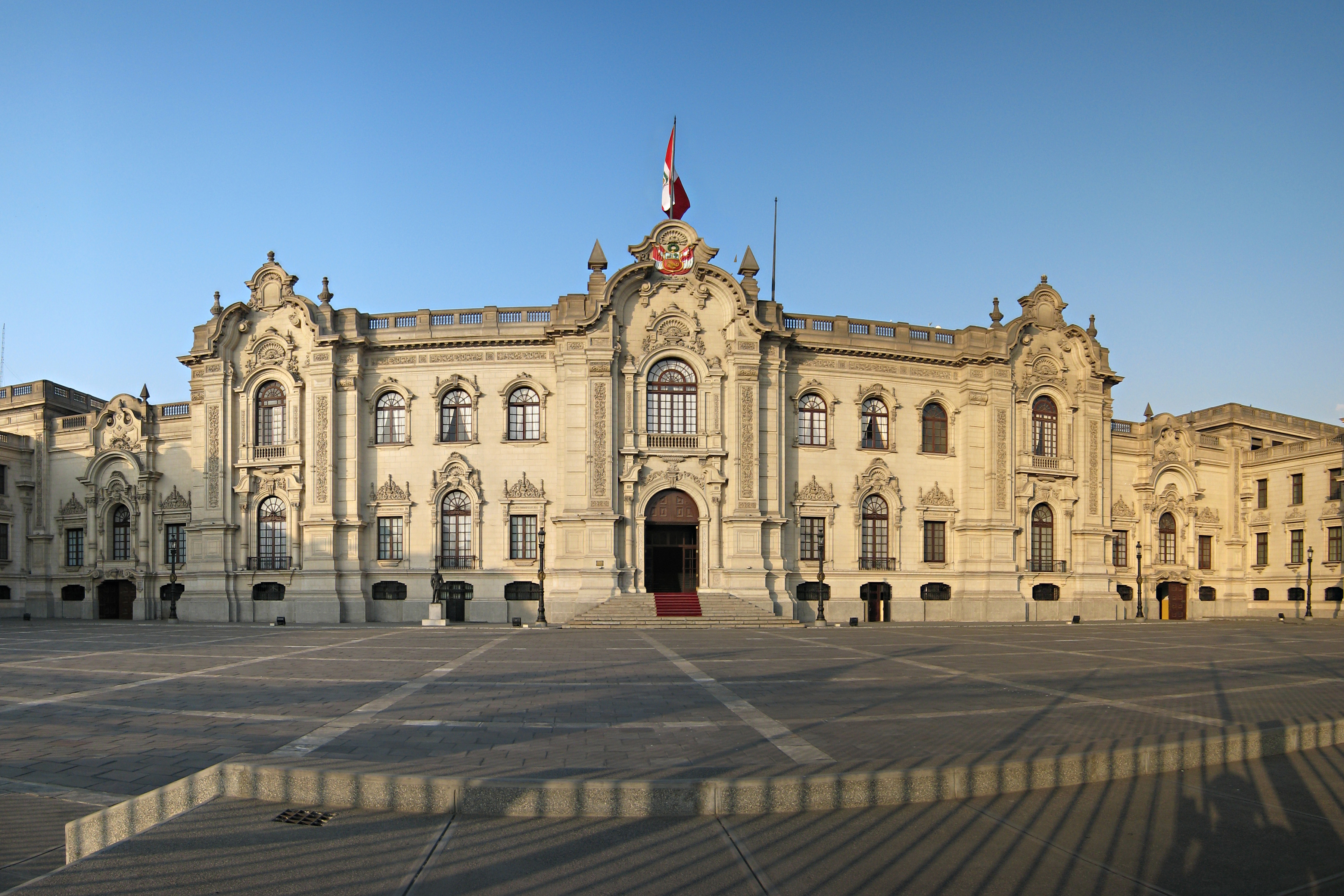
Palau del Govern del Perú, seu del poder executiu, a la Plaça Major o Plaça d'Armes

Lima és la ciutat capital de la República del Perú, com a tal és seu dels tres poders que conformen l'Estat Peruà. Així, el poder executiu té la seu en el Palau del Govern situat a la Plaça Major de Lima. El poder legislatiu constituït pel Congrés de la República i el poder judicial amb el seu òrgan de major jerarquia, la Cort Suprema de Justícia de la República del Perú, també es troben a la ciutat en el Palau de Justícia de Lima.
De la mateixa manera, tots els Ministeris tenen la seva seu principal a la capital. En l'àmbit internacional, la ciutat és també seu de la Secretaria General de la Comunitat Andina de Nacions, l'Organisme Andí de Salut, i d'altres organitzacions regionals i internacionals. En estar concentrat pràcticament a Lima tot el poder polític, industrial i financer del país, ha produït un greu centralisme, la qual cosa es demostra en la desproporció poblacional i econòmica de la ciutat capital en comparació d'altres ciutats importants del país, com Arequipa, Cuzco o Trujillo.

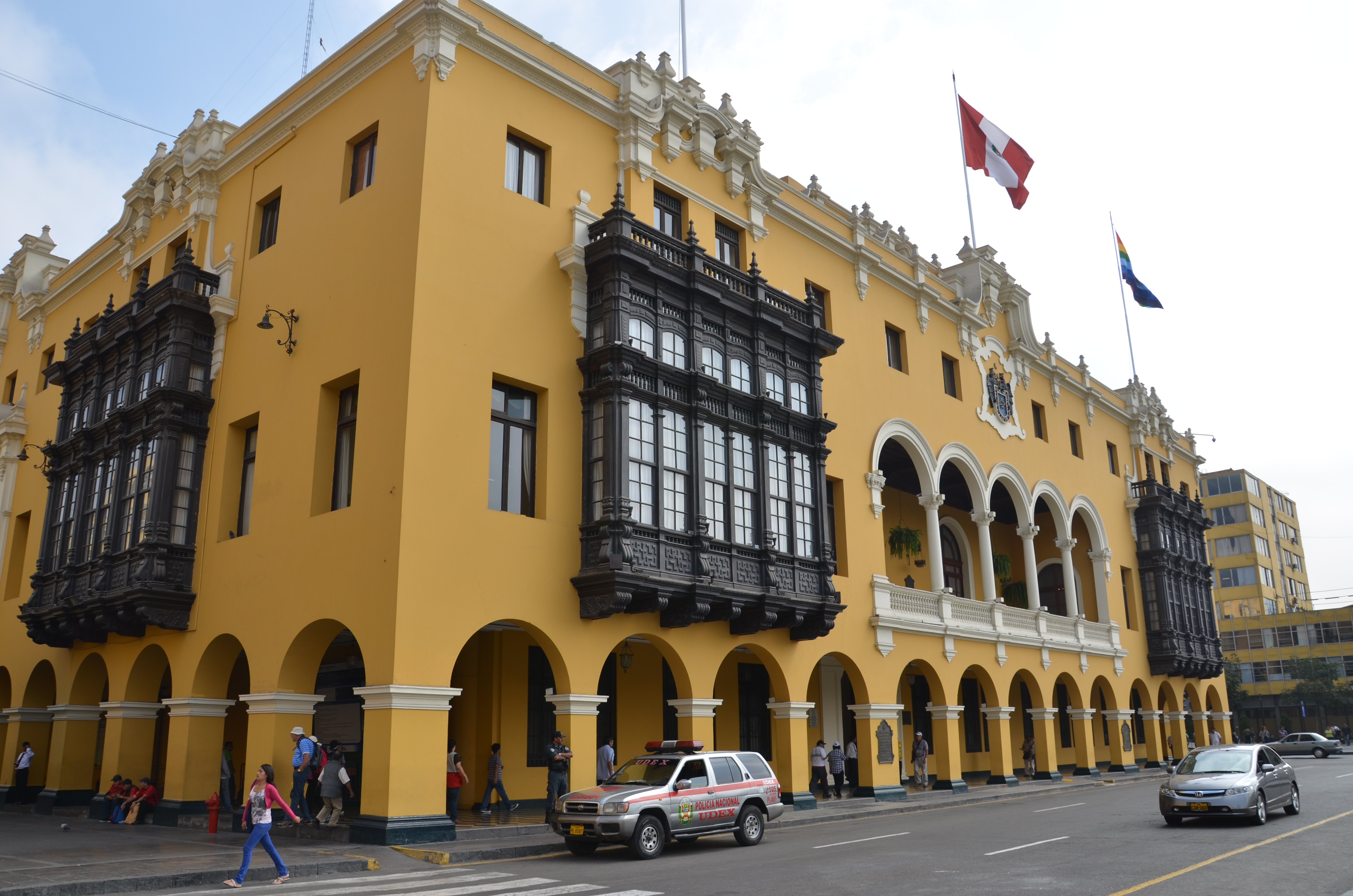
Palau Municipal de Lima, a la Plaça Major o Plaça d'Armes

No existeix un òrgan de govern de la ciutat com a tal. La ciutat es troba englobada en la província de Lima, que se subdivideix en quaranta-tres districtes, pel que l'autoritat local és la Municipalitat Metropolitana de Lima que, a diferència d'altres municipalitats, és l'única que té el caràcter «metropolità». La municipalitat de Lima té competència en tot el territori de la província. Cadascun dels quaranta-tres districtes sobre els quals s'estén la ciutat té la seva pròpia municipalitat districtal, que té competència sobre el seu propi districte, però tenen també una obligació de coordinació amb la municipalitat metropolitana. L'actual alcalde de la ciutat és Luis Castañeda Lossio.

### Sistema polític

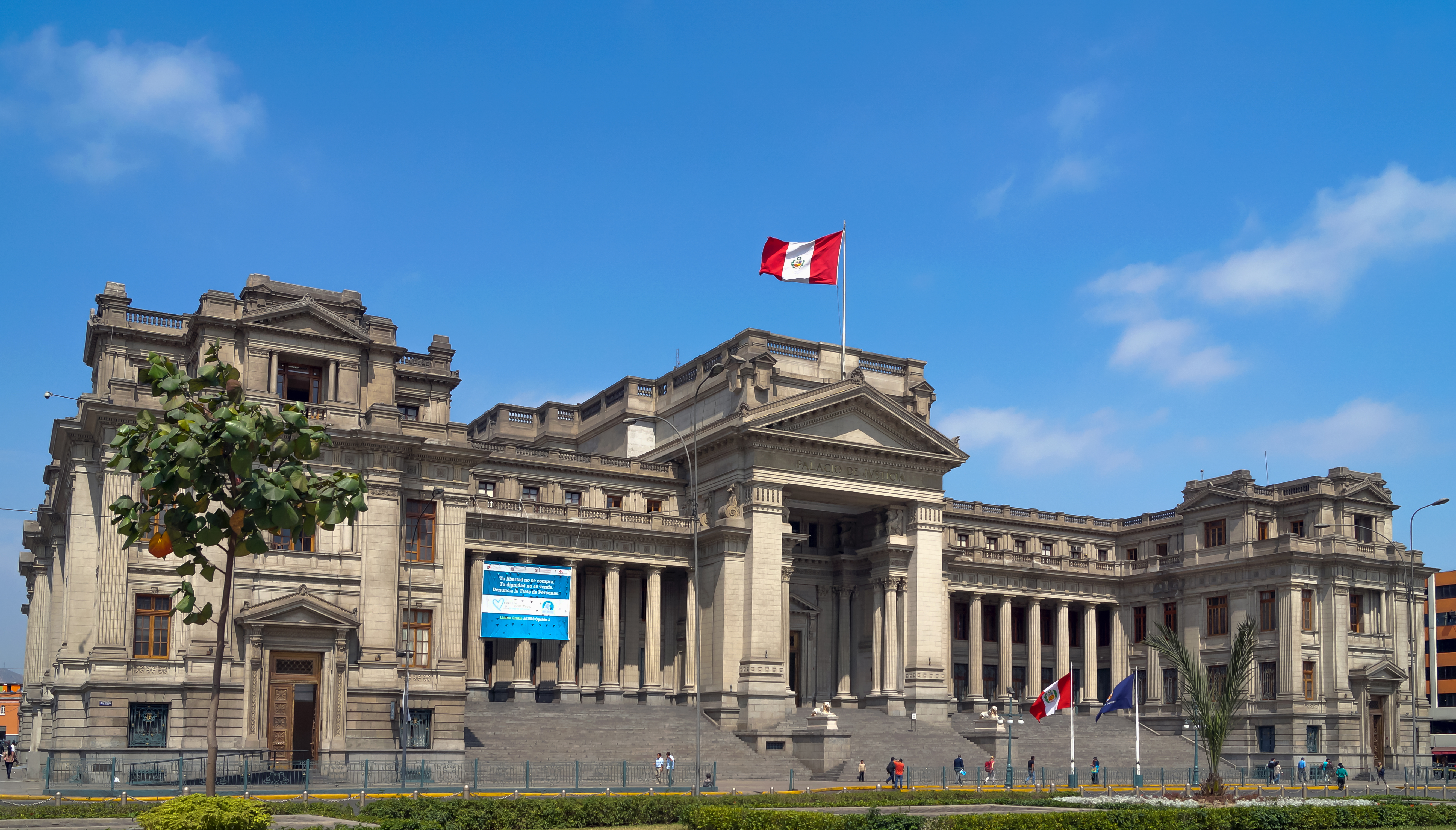
Palau de Justícia de Lima, seu de la Cort Suprema de Justícia de la República del Perú

A diferència de la resta de la república, la Municipalitat Metropolitana de Lima exerceix també funcions de govern regional, ja que no forma part de cap regió administrativa, segons l'article 65è de la Llei 27867 de Governs Regionals del 16 de novembre de 2002. No obstant això, es manté l'organització política anterior en el sentit que encara existeix un «Governador», que és l'autoritat política en tot l'àmbit del departament de Lima i la mateixa ciutat. Les funcions d'aquesta autoritat són més policials i militars. L'administració mateixa de la ciutat està destinada a l'autoritat municipal local.

### Sistema judicial
Lima és seu de la Cort Superior de Justícia de Lima, ens rector del Districte Judicial de Lima. D'acord amb l'organització judicial del Perú, a la ciutat es concentra el major pes judicial malgrat que només té competència sobre trenta-cinc dels quaranta-tres districtes que conformen la província de Lima. Existeixen noranta jutjats de pau lletrat, dos-cents vint-i-vuit jutjats especialitzats (dos de recerca preparatòria, tres unipersonals, quaranta-dos civils, deu constitucionals, disset contenciós administratiu, vuit contenciós administratiu transitoris, disset civils amb subespecialitat comercial, cinquanta-nou penals, trenta-quatre especialitzats de treball, vint-i-un de família i quinze mixts), trenta-set sales superiors (set civils, una mixta, cinc contenciós administratiu, dos civils amb subespecialitat comercial, sis penals de presos lliures, quatre penals de presos en presó, quatre penals liquidadors, un d'apel·lacions, tres laborals, un laboral transitori, un contenciós administratiu transitori i dos de família).
Així mateix, dins del territori de la ciutat es troben la Cort Superior de Justícia de Lima Nord, ens rector del Districte Judicial de Lima Nord, que està format per vint-i-tres jutjats de pau, cinquanta-cinc jutjats especialitzats i vuit sales superiors; i la Cort Superior de Justícia de Lima Sud, organisme rector del Districte Judicial de Lima Sud.

## Economia

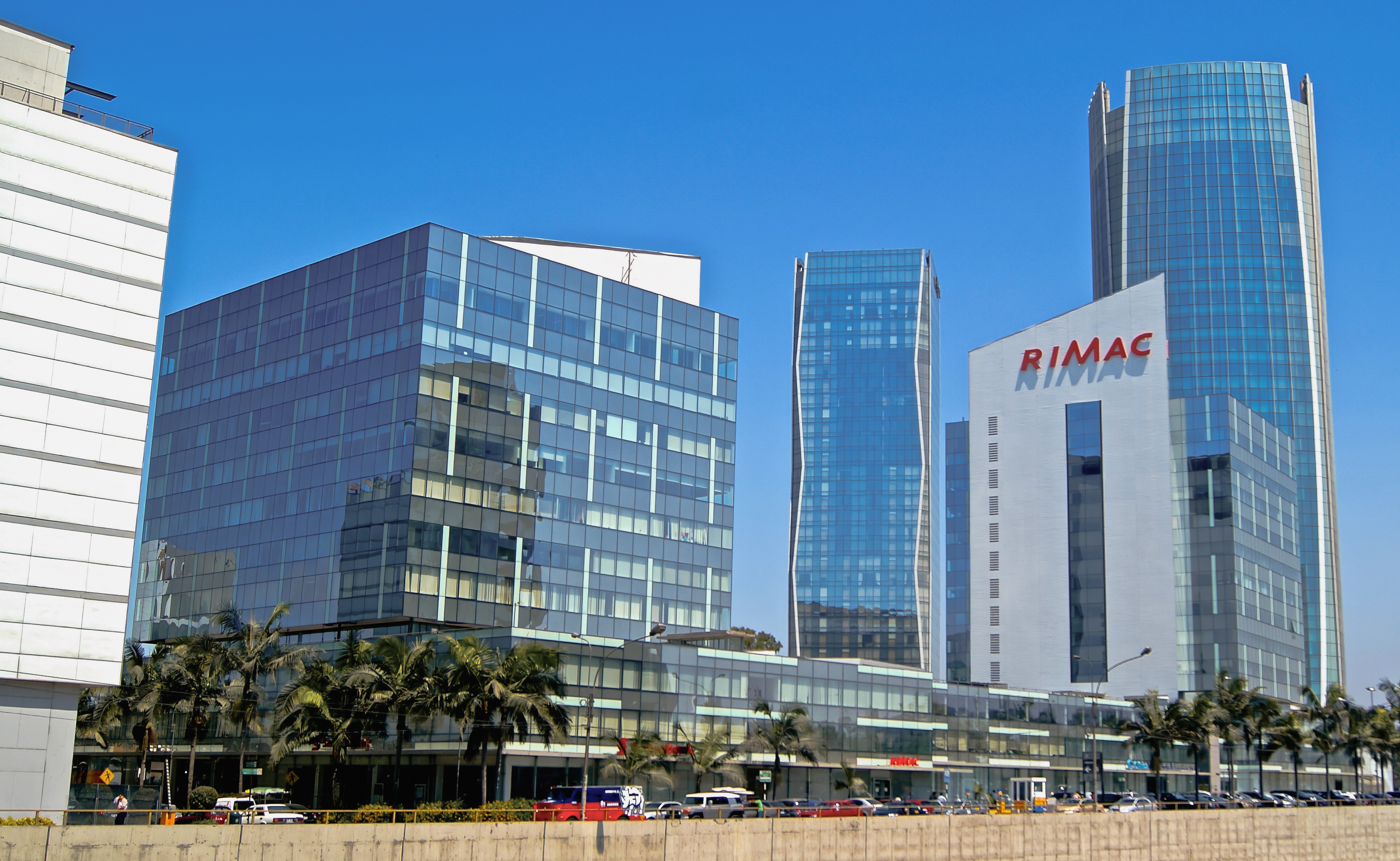
Edificis financers a San Isidro

La capital peruana és el principal centre industrial i financer del país. És un dels centres financers més importants de Llatinoamèrica. Els principals sectors econòmics que presenten una alta activitat són la indústria manufacturera, el comerç, els serveis i el turisme. Lima és responsable de més de dos terços de la producció industrial del Perú i la majoria del seu sector terciari.
S'aprecien a la ciutat diverses seus d'empreses nacionals i transnacionals, moltes de les quals estan situades en moderns edificis construïts en diferents sectors, especialment en el districte de San Isidro, que s'ha convertit en les últimes dècades en el centre financer de la ciutat. L'àrea metropolitana, amb prop de set mil fàbriques, és també el centre del desenvolupament industrial del país, gràcies a la quantitat i la qualitat de la mà d'obra disponible i la infraestructura de les rutes i autopistes internes de la ciutat.

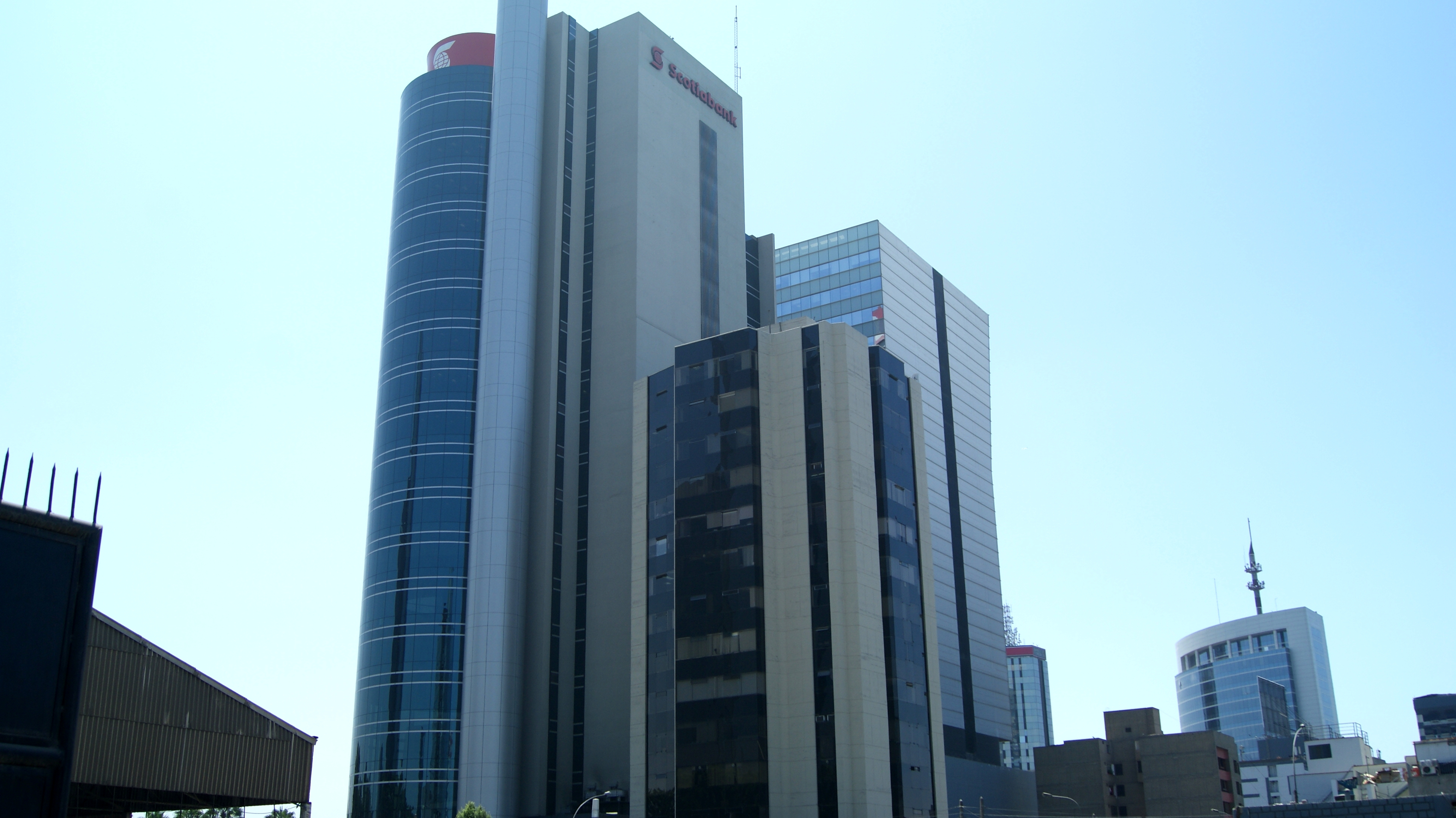
Edificis financers a San Isidro

Els sectors industrials més rellevants són els tèxtils, els aliments, els derivats de productes químics, el peix, el cuir i l'oli, els quals són processats i fabricats a la mateixa ciutat. Lima té la major indústria d'exportació d'Amèrica del Sud i és un centre regional per a la indústria de càrrega operativa. La industrialització va començar a prendre força entre els anys 1930 i 1950, a través de les polítiques de substitució d'importacions, el 1950 la fabricació de productes va representar el 14% del PIB.
Durant l'dècada de 1950 fins al 70% dels béns de consum van ser fabricats a la ciutat El port del Callao és un dels principals ports comercials de Sud-amèrica, és utilitzat com a punt d'entrada i sortida del 75% de les importacions i del 25% de les exportacions del país. Els principals productes d'exportació són el petroli, l'acer, l'argent, el zinc, el cotó, el sucre i el cafè.

## Demografia
D'acord amb el cens peruà de l'any 2007, la població de la província de Lima era de 7.605.742 habitants, amb una densitat poblacional de 2.854,29 hab/km². El primer assentament de Lima estava compost només per 117 blocs de cases. El 1562 un segon districte va ser construït a l'altre costat del riu Rímac i el 1610 es va construir el primer pont de pedra. La ciutat tenia llavors una població d'uns 26.000 habitants, els negres representaven al voltant del 40% de la població i els blancs al voltant del 38% de la població.
El 1748 la població blanca va ser de més de 16.000 habitants. A principis de la independència la població estava constituïda essencialment per l'antiga població blanca d'origen espanyol, mestissa, ameríndia i africana amb què comptava des del virregnat. Amb l'inici de la República la ciutat es va convertir en receptora d'una gran quantitat d'immigrants europeus. La població compta amb una mescla molt complexa de diversos grups racials i ètnics. Els mestissos d'ascendència mixta d'amerindis i europeus (principalment espanyols i italians) són el grup ètnic més gran. Els peruans descendents d'europeus són el segon grup més gran. Molts són d'origen espanyol, italià, alemany, francès, britànic o d'ascendència croata.
Les minories a Lima són ameríndies (en la seva majoria aimares i quètxues), els afroperuans, els avantpassats africans dels quals van ser inicialment portats a la regió com esclaus, són una altra part de la diversitat ètnica de la ciutat. També hi ha nombrosos jueus descendents d'europeus i alguns provinents de l'Orient Mitjà. Els asiàtics conformen un gran nombre de la població metropolitana, especialment els xinesos (principalment cantonesos) i descendents de japonesos, els avantpassats dels quals procedien en la seva majoria dels segles xix i xx. Lima posseeix la major comunitat ètnica xinesa de l'Amèrica Llatina.

## Arquitectura

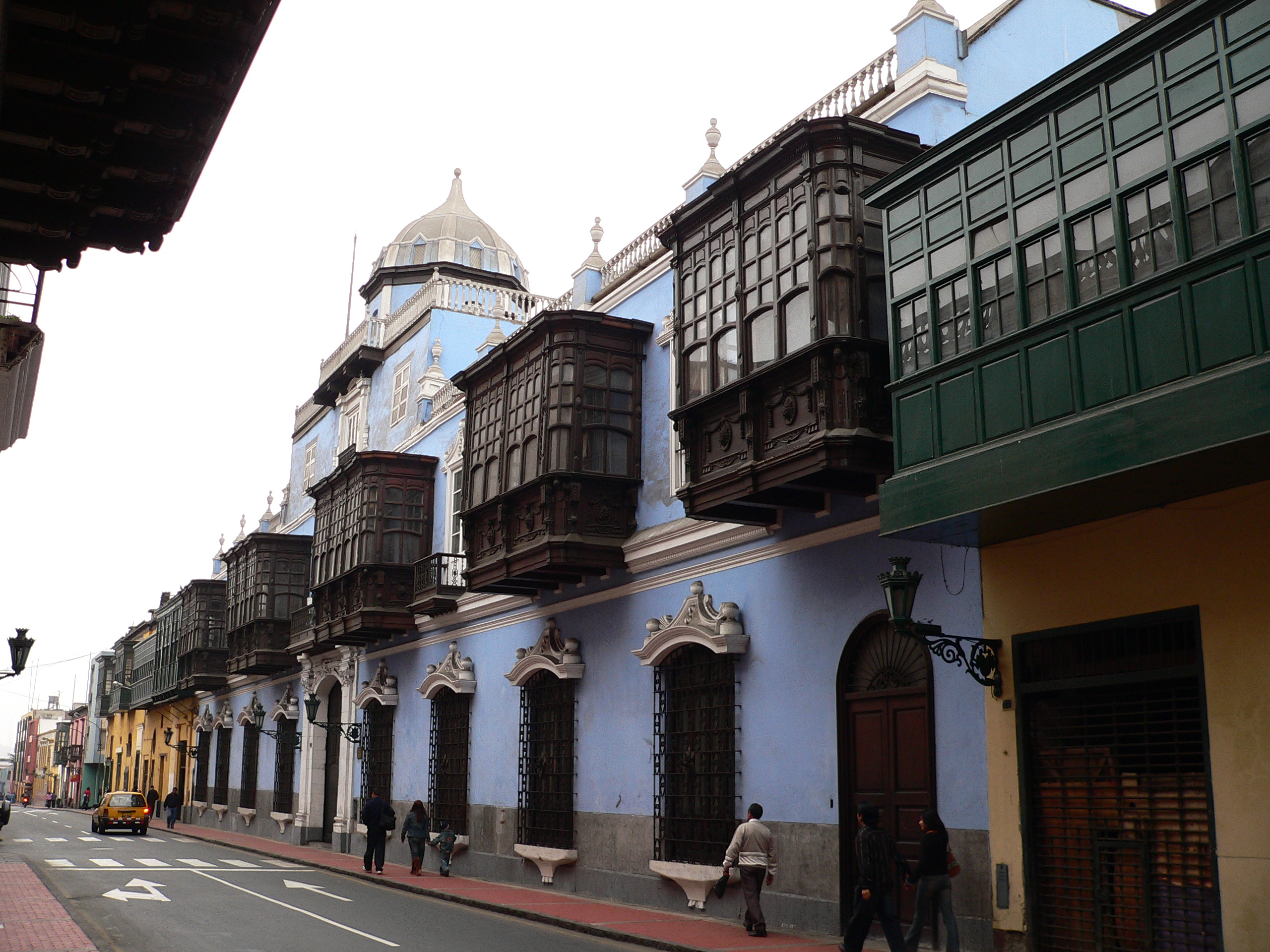
Façana de la Casa d'Osambela, amb balcons d'influència rococó

L'arquitectura de la capital es caracteritza per posseir una mescla d'estils com es reflecteix en els canvis entre les tendències al llarg de diversos períodes de la història de la ciutat. Exemples de l'arquitectura colonial inclouen estructures tals com la Basílica i Convent de San Francisco, la Catedral de Lima i el Palau de Torre Tagle. Aquestes construccions van ser generalment influenciades pels estils del neoclassicisme espanyol, el barroc espanyol i els estils colonials espanyols.
En les edificacions del centre històric es poden observar més de 1.600 balcons que daten de l'època colonial i republicana. Els tipus de balcons que presenta la ciutat són els balcons oberts, rasos, de calaix, correguts, entre d'altres. Després de la Independència del Perú, va tenir lloc un canvi gradual cap als estils neoclàssic i art Nouveau. Moltes d'aquestes construccions van ser influenciades per l'estil arquitectònic francès.
Alguns edificis del govern, així com les principals institucions culturals, van ser construïdes en aquest període arquitectònic. Durant els anys 1950 i 1960 es van construir diversos edificis d'estil brutalista per encàrrec del govern militar de Juan Velasco Alvarado. Els exemples d'aquesta arquitectura són el Museu de la Nació i el Ministeri de Defensa del Perú. El segle xx ha vist l'aparició dels gratacels de cristall, particularment al voltant del districte financer de la ciutat. També hi ha diversos nous projectes arquitectònics.

## Parcs i jardins

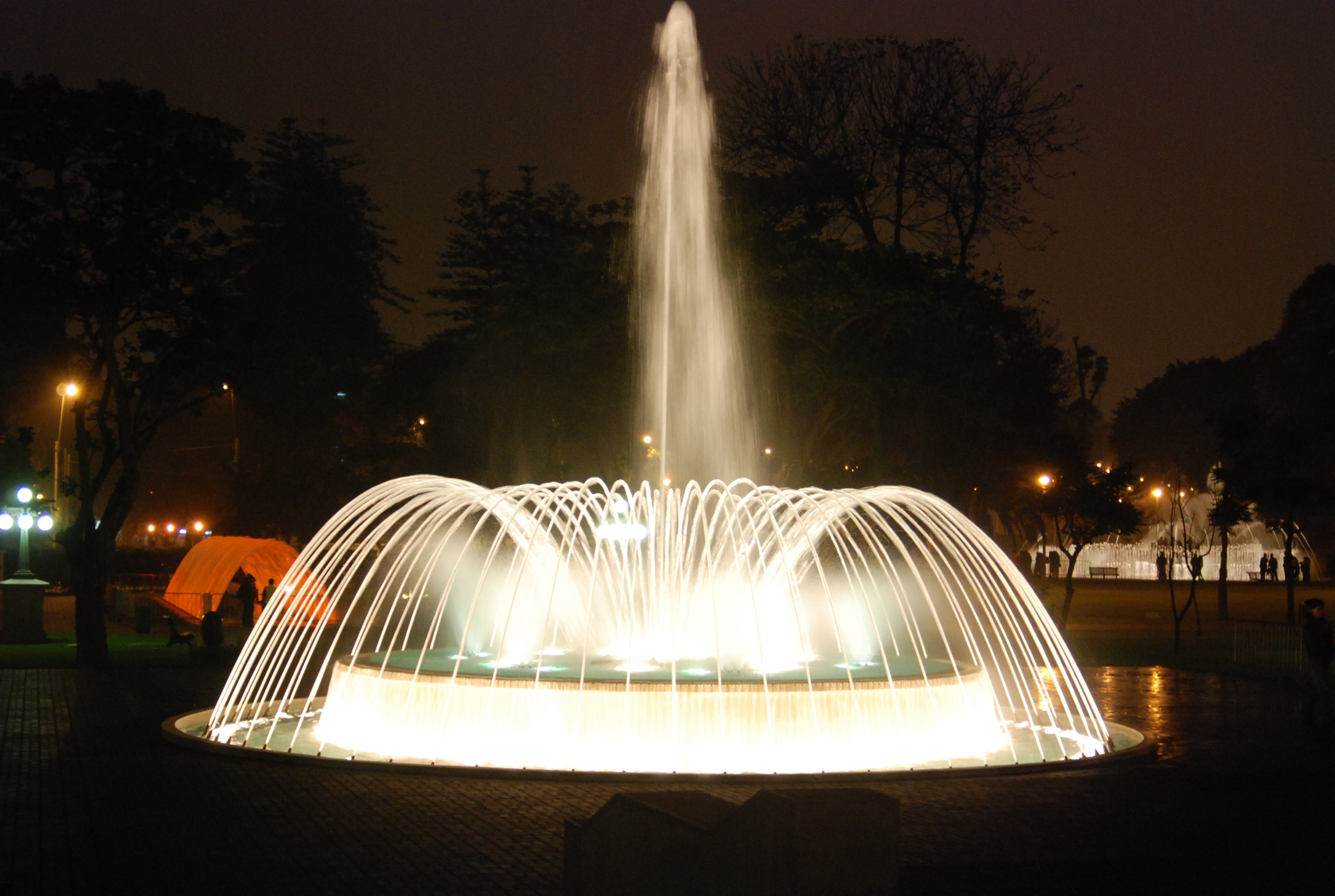
Una de les fonts del Parc de la Reserva

Els parcs més grans de Lima se situen a la perifèria de la ciutat i són coneguts com a Parcs Zonals. En el centre històric es troben el Parc de la Reserva, el Parc de l'Exposició, el Camp de Mart, el Parc Universitari i el Parc Mariscal Castilla. El Parc de la Reserva té el complex de fonts més gran del país, és conegut com «El Circuit Màgic de l'Aigua».
Altres parcs importants es troben a diversos punts de la ciutat, tals com el Bosc l'Olivar, el Parc Reducte núm. 2, els Pantans de Villa, el Parc de les Llegendes, el Malecón de Miraflores, el Parc de l'Amistat i el Parc Kennedy, per citar alguns. El traçat dels carrers de la ciutat es presenta com un sistema de places, les quals tenen un propòsit similar a les rotondes. A més d'aquest propòsit pràctic, les places serveixen com un dels principals espais verds de Lima i contenen una gran varietat de diferents tipus d'arquitectura que van des de monuments, estàtues i fonts d'aigua.

## Persones il·lustres
- Marcial Ayaipoma, metge i polític.
- José Luis Carranza, futbolista.
- Juan Manuel de la Pezuela y de Ceballos, militar.
- Rafael Santa Cruz Castillo, músic afroperuà.

## Galeria d'imatges

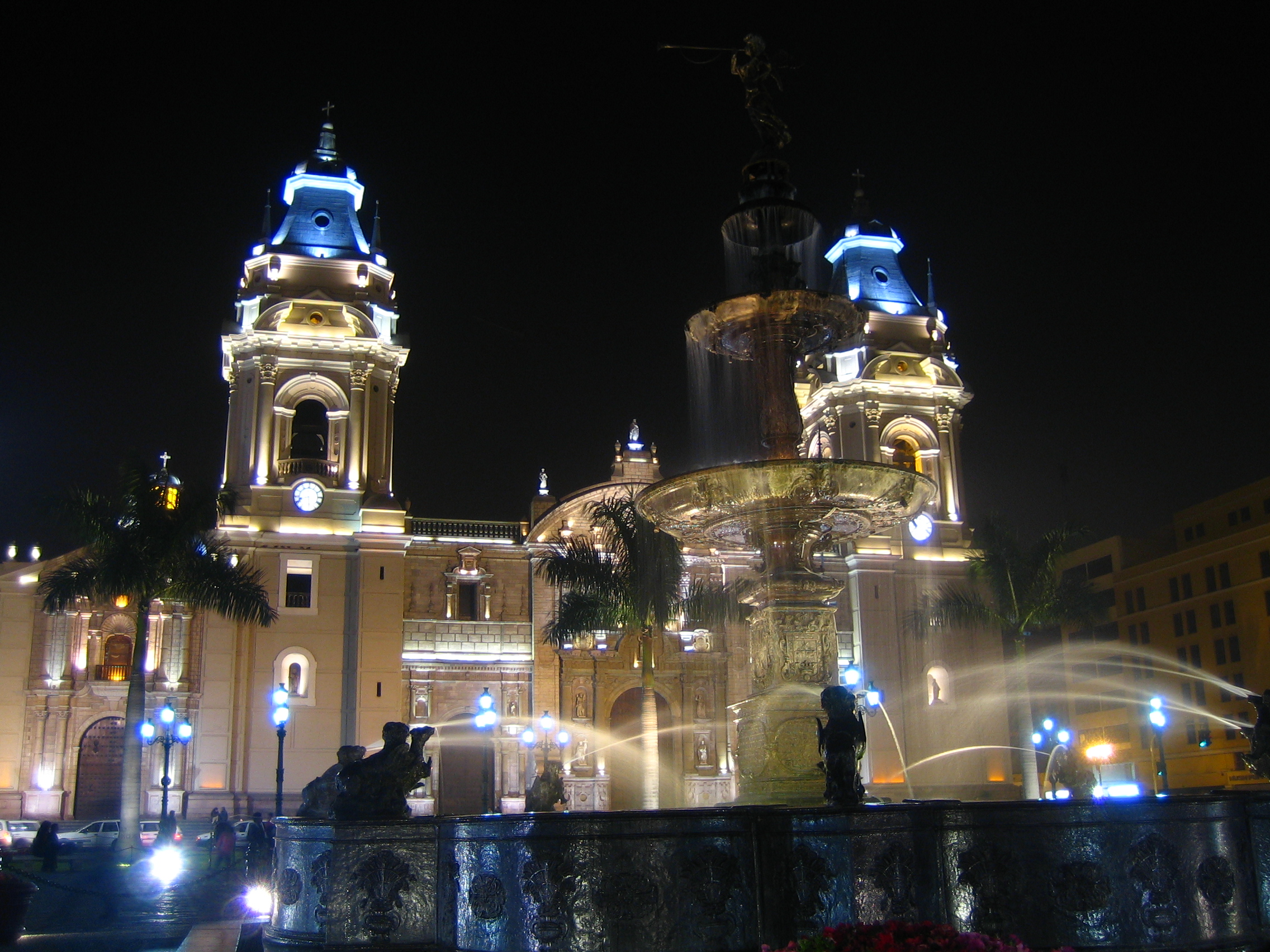
Catedral de Lima
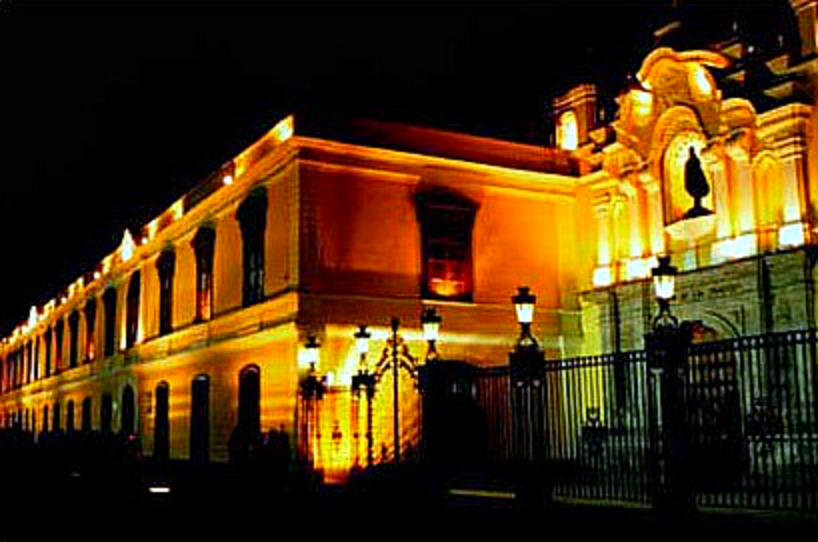
Casona de la Universidad Mayor de San Marcos
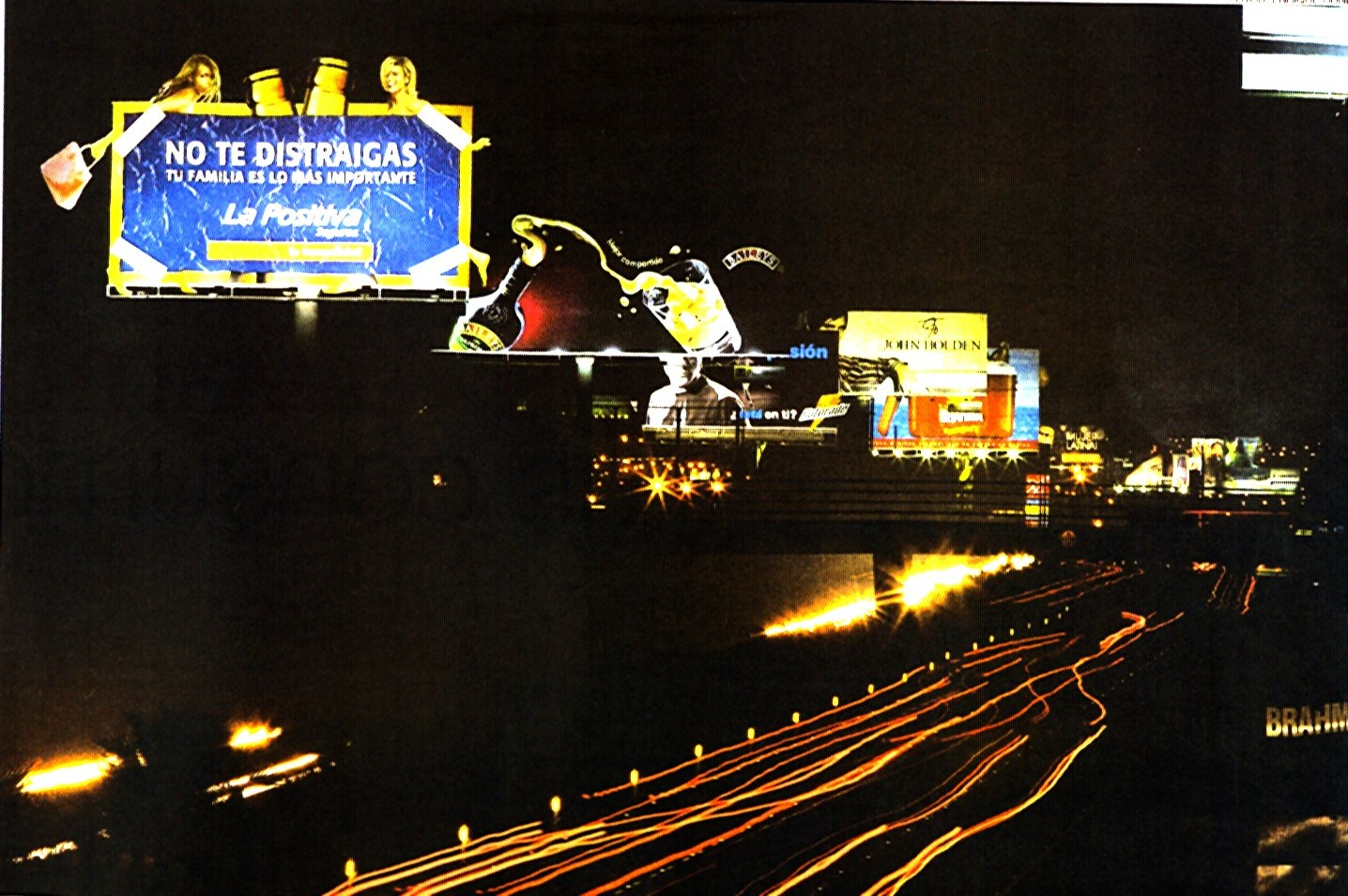
Panamericana Sur
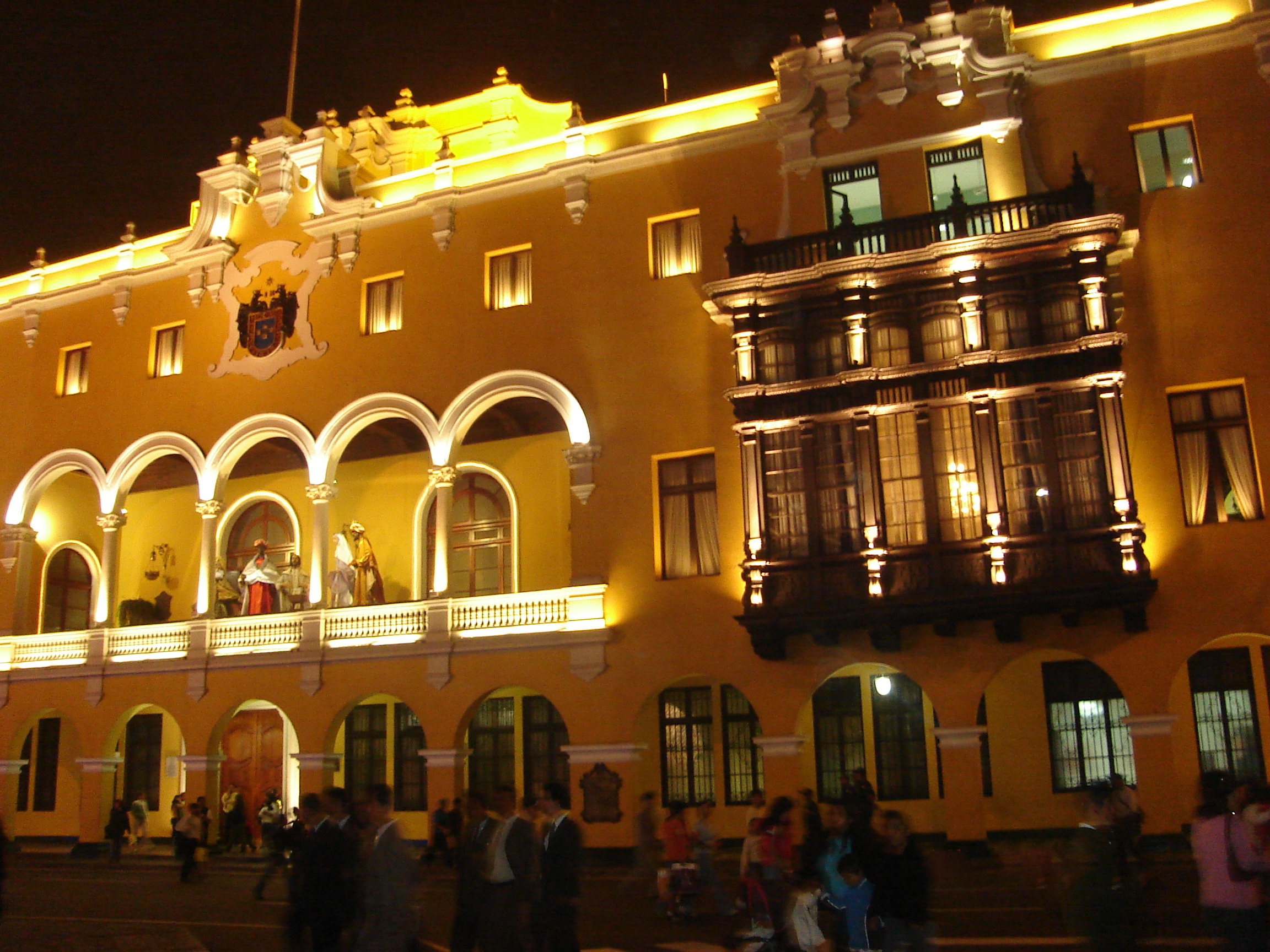
Municipalidad Metropolitana de Lima
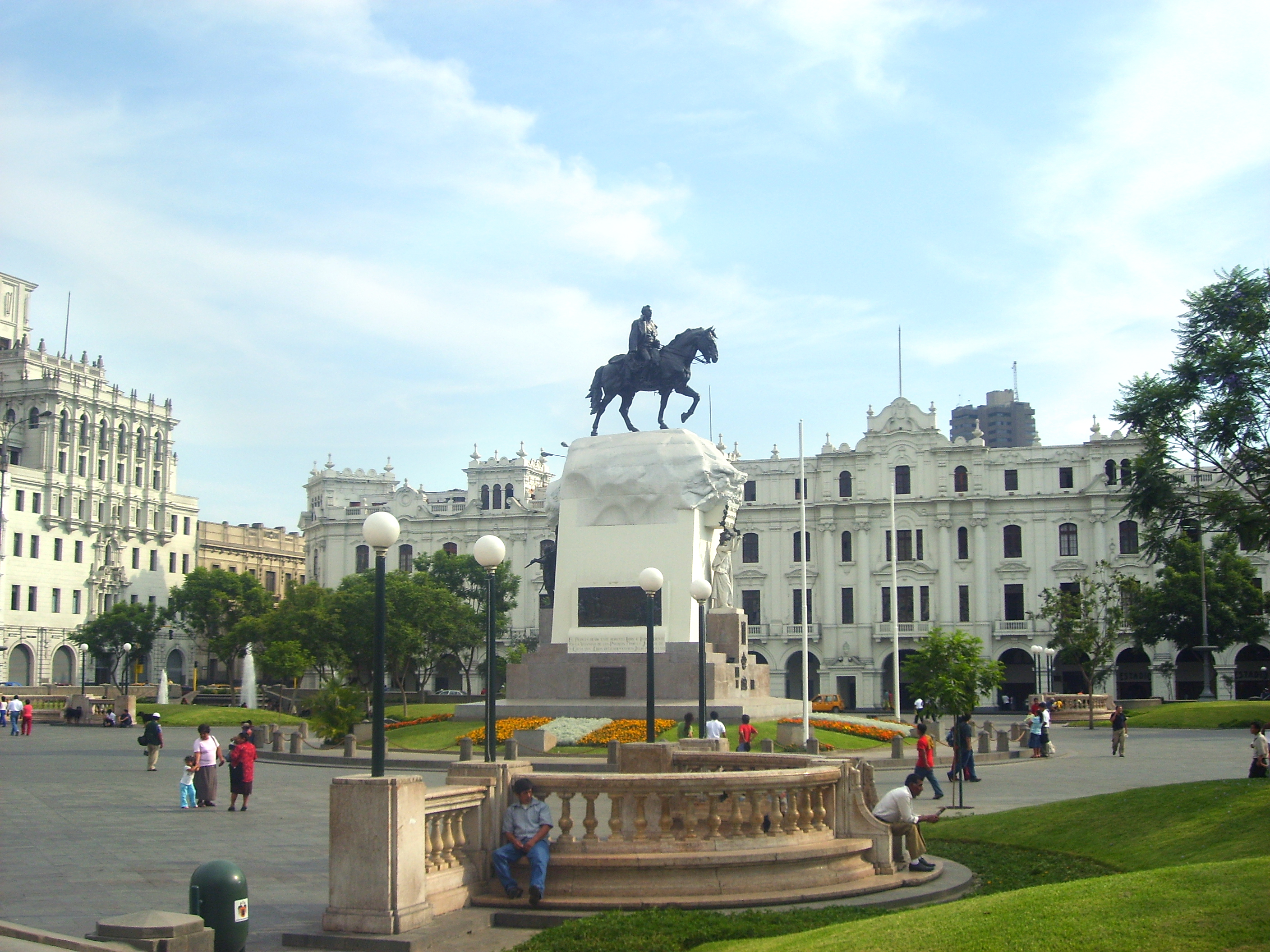
Plaza San Martín
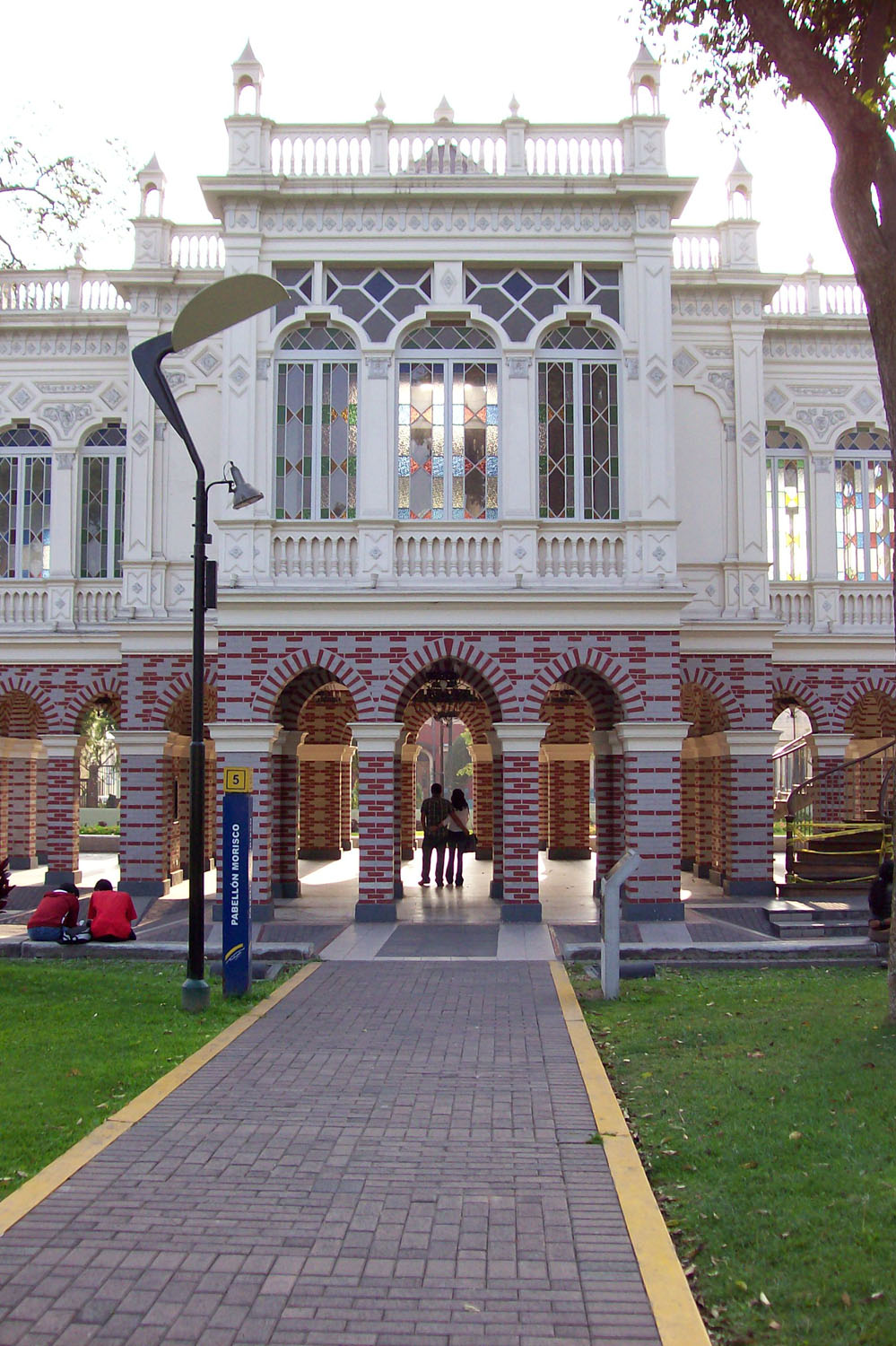
Parque de la Exposición
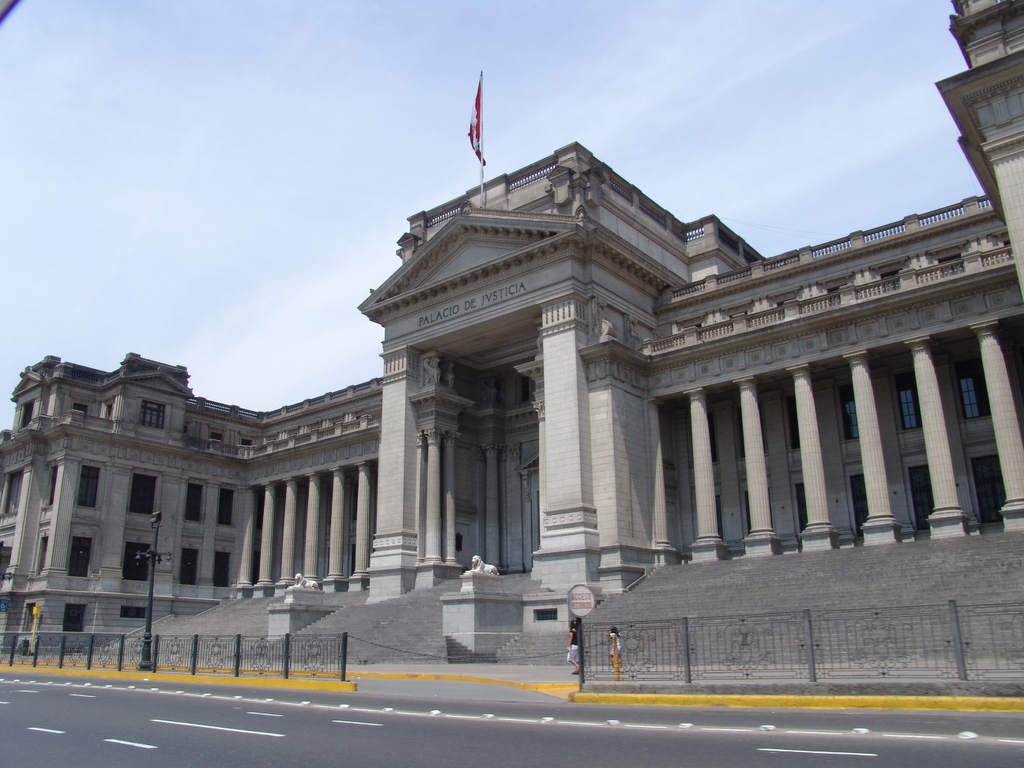
Palacio de Justicia
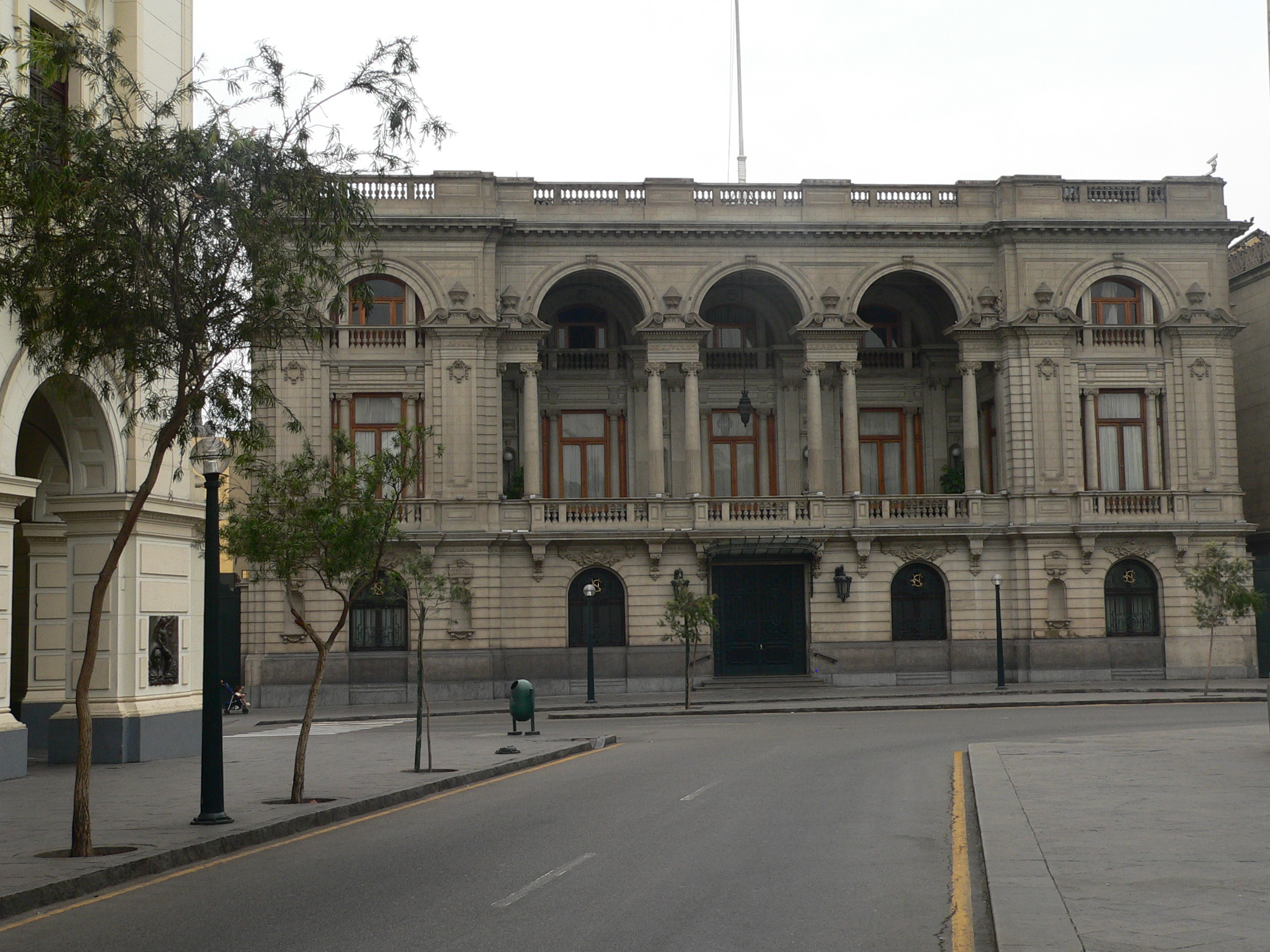
Club Nacional
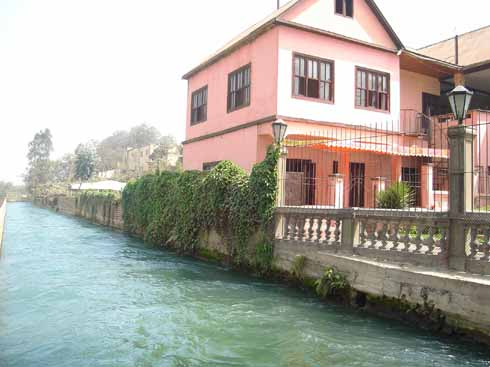
Chosica
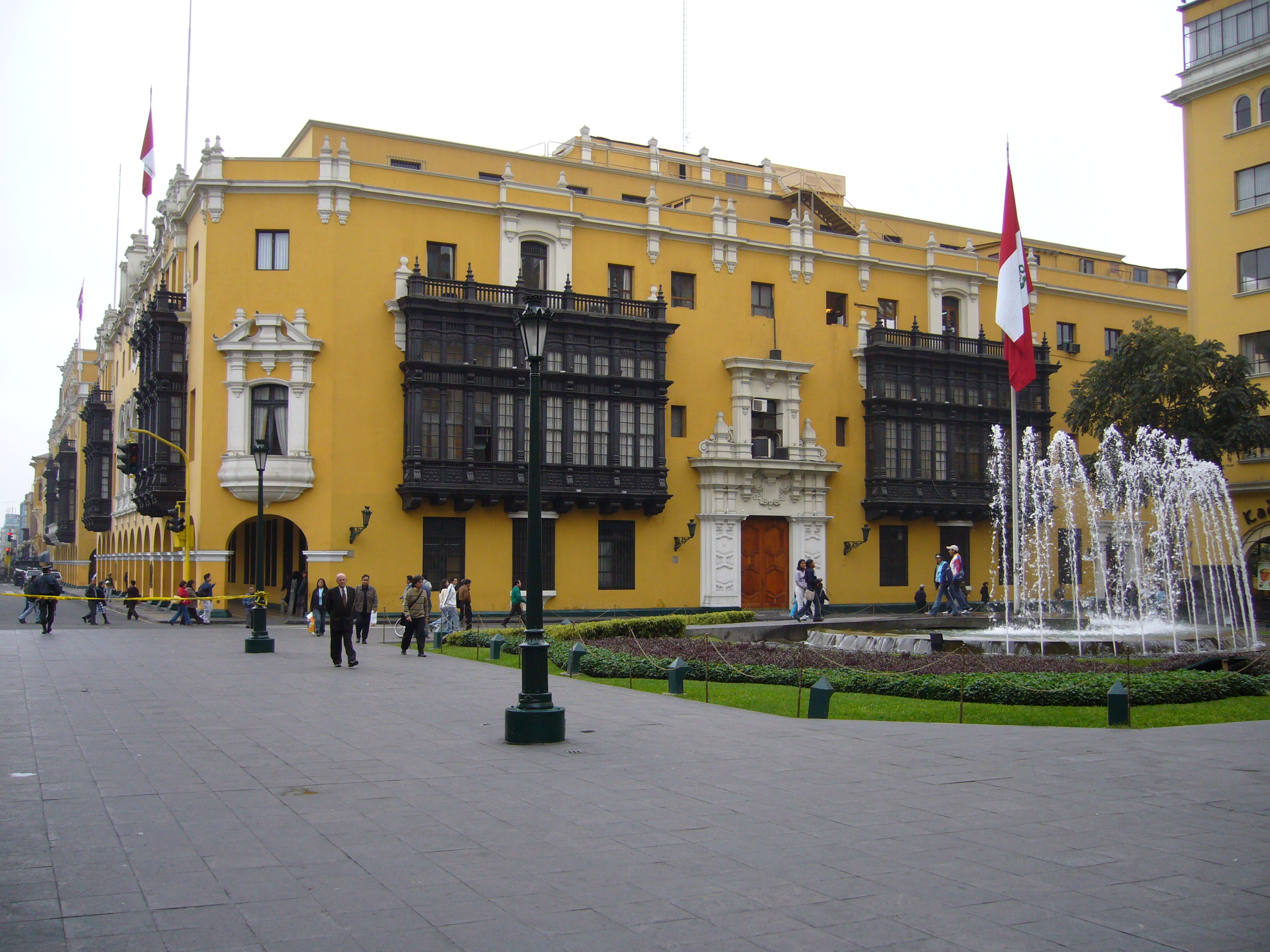
Plaza de Armas